# Guerre de Sécession
« American Civil War » redirige ici.  Pour le jeu vidéo, voir AGEOD's American Civil War.
Batailles
Théâtre oriental
- Virginie-occidentale
- Manassas
  - 1re Bull Run
- 1re Virginie septentrionale
- Burnside Expedition
- Péninsule
- Sept Jours
  - Gaines's Mill
  - Malvern Hill
- 1re Shenandoah valley
- 2de Virginie septentrionale
  - 2de Bull Run
- Maryland
  - Antietam
- Fredericksburg
- Tidewater
- Chancellorsville
  - Chancellorsville
- Pennsylvanie
  - Gettysburg
- Bristoe
- Mine Run
- Campagne terrestre
  - Wilderness
  - Spotsylvania
  - Cold Harbor
- Bermuda Hundred
- 2de Shenandoah valley
  - Opequon
  - Cedar Creek
- Petersburg
- 1re Wilmington
- 2de Wilmington
- Appomattox
  - 3e Petersburg
  - Sayler's Creek
  - Appomattox C.H.

Théâtre occidental
- East Kentucky
- Shiloh
  - Fort Henry
  - Fort Donelson
  - Shiloh
- Kentucky
- Raid de Newburgh
  - Perryville
- Stones River
  - Murfreesboro
- Vicksburg
  - Champion Hill
  - Vicksburg
- Raid de Morgan
- Raid de Hines
- Tullahoma
- Chickamauga
- Chattanooga
- Knoxville
- Raid Forrest
- Atlanta
- Franklin-Nashville
- Savannah
- Carolines
  - Bentonville
- Raid de Wilson

Théâtre Trans-Mississippi
- Arizona confédéré
  - 1re Messilla
- Missouri
  - Wilson's Creek
- Territoire indien
- Trail of Blood on Ice
- Nouveau-Mexique
- Boston Mountains
- Pea Ridge
- 1re Texas
- Little Rock
- 2de Texas
- Camden
- Red River
- Raid de Price
- Palmito Ranch

Théâtre du bas littoral et approche du golfe
- Fort Sumter
- Blocus de l'Union
- 1re Bayou Teche
- Mississippi valley
  - Port Hudson
- Charleston
- 2de Bayou Teche
- Mobile Bay
- Mobile

La guerre de Sécession ou guerre civile américaine (généralement appelée « The Civil War » /ðə ˈsɪvəl wɔ:ɹ/, litt. « la Guerre civile » aux États-Unis) est une guerre civile survenue entre 1861 et 1865. Elle oppose le gouvernement fédéral des États-Unis d'Amérique (« l'Union » ou « le Nord ») rassemblant principalement des États situés au Nord, dirigés par le président des États-Unis Abraham Lincoln, et les États confédérés d'Amérique (« la Confédération » ou « le Sud »), dirigés par le président sudiste Jefferson Davis et rassemblant onze États du Sud qui avaient fait sécession des États-Unis. La guerre résulte du débat de l'abolition de l'esclavage, souhaitée par le Nord.
L'Union comprend tous les États abolitionnistes et cinq États « frontaliers » esclavagistes et est dirigée par le président Abraham Lincoln et le Parti républicain. Lincoln est profondément opposé à l'esclavage et souhaite son abolition dans les territoires détenus par les États-Unis. Sa victoire à l'élection présidentielle de 1860 entraîne une première sécession de sept États du Sud esclavagistes avant même que Lincoln ne prenne ses fonctions.
Les combats commencent le 12 avril 1861, lorsque les forces confédérées attaquent une installation militaire de l'Union à Fort Sumter, dans la baie de Charleston en Caroline du Sud, parce que les soldats nordistes ont refusé de l'évacuer malgré les menaces des sudistes. Lincoln répond en mobilisant une armée de volontaires dans chaque État, ce qui conduit à la sécession de quatre États esclavagistes sudistes supplémentaires. Durant la première année de la guerre, l'Union s'assure du contrôle de la frontière des États sécessionnistes et établit un blocus naval alors que les deux camps renforcent leurs armées et leurs ressources. En 1862, des batailles telles que celles de Shiloh et d'Antietam causent des pertes sans précédent dans l'histoire militaire américaine.
Dans l'Est, Robert E. Lee, commandant de l'armée de Virginie du Nord, puis brièvement général en chef de l'Armée confédérée en 1865, remporte une série de victoires (Sept Jours, 2de Bull Run, Fredericksburg, Chancellorsville) sur l'Armée de l'Union. Cependant, il échoue dans ses offensives au Maryland à la bataille d'Antietam en septembre 1862 et en Pennsylvanie à la bataille de Gettysburg au début de juillet 1863, redonnant l'initiative stratégique à l'Union. Pour certains, il s'agit du tournant de la guerre, du moins à l'Est. À l'Ouest, la prise de Vicksburg et celle de Port Hudson par Ulysses Grant (futur président des États-Unis) achèvent la prise de contrôle du Mississippi par les troupes de l'Union, séparant la Confédération en deux. Grant, désormais commandant en chef de l'armée de l'Union, mène de sanglantes batailles d'usure contre Lee en Virginie en 1864 (campagne terrestre, siège de Petersburg), l'obligeant à défendre Richmond, la capitale des Confédérés. Le général de l'Union William Sherman prend Atlanta en Géorgie et commence sa marche vers la mer, dévastant une large bande de l'État. La résistance des Confédérés s'effondre après la reddition du général Lee au général Grant à Appomattox le 9 avril 1865. Mais, contrairement à ce que l'on a souvent tendance à dire, la guerre n'était pas finie. Néanmoins, cette reddition, marquant profondément le Sud, cause finalement, jusqu'à la fin de l'année 1865 les dernières redditions de la guerre, comme celle de Bennett Place, le 26 avril.
Outre un nombre indéterminé de victimes civiles, cette guerre aurait provoqué la mort de 618 222 soldats, dont 360 222 nordistes et 258 000 sudistes, ce qui en fait la guerre la plus meurtrière que les États-Unis aient connue à ce jour. Ce bilan fut relevé en 2011 à 750 000 morts environ et jusqu'à 850 000 morts,. La très grande majorité des soldats étaient natifs des États-Unis. Concernant la participation non américaine, on a avancé le nombre de 60 000 étrangers.
Avec la guerre de Crimée qui la précède, elle est considérée par les historiens comme la charnière technique entre les guerres napoléoniennes et les guerres modernes qui suivirent. Étant la première guerre industrielle (en raison des nombreuses innovations techniques qu'elle a entrainées), idéologique et totale, il s'agit de la première guerre moderne. Elle affirme la prépondérance du modèle économique du Nord, l'industrie employant des ouvriers, sur celui du Sud, l'agriculture employant des esclaves. Elle met fin à l'esclavage aux États-Unis, restaure l'Union et renforce le rôle du gouvernement fédéral. Les conséquences économiques, politiques et sociales de cette guerre continuent d'influer sur la pensée américaine contemporaine.

## Origines

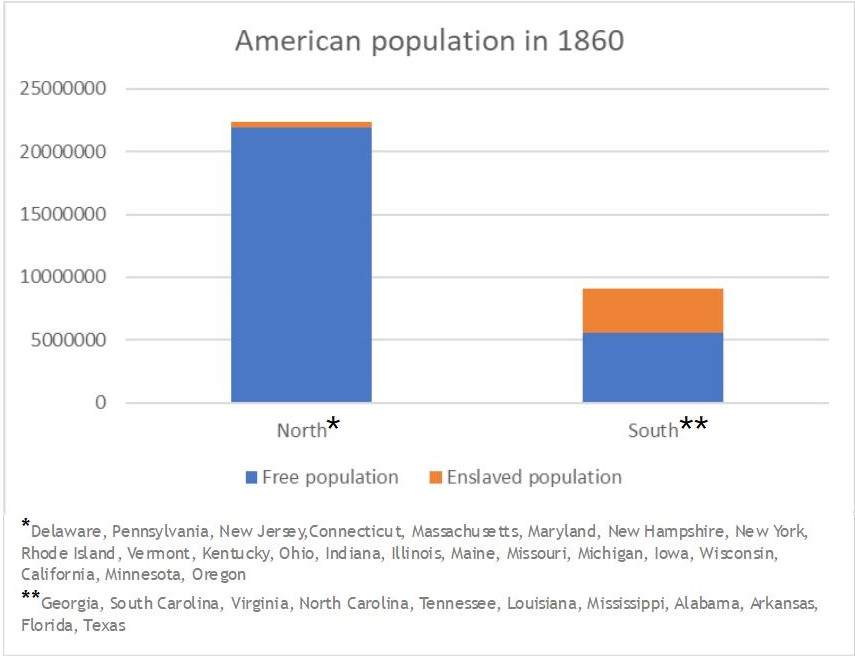
Graphique de la population américaine en 1860 nous montrant les différences entre le Nord et le Sud du pays du point de vue de l'esclavage.

La guerre de Sécession (connue aussi sous le nom de guerre civile américaine) plonge ses racines profondément dans l'histoire des États-Unis. Elle naît d'une opposition entre le Nord et le Sud qui remonte à l'époque de la naissance du pays.

### Esclavage

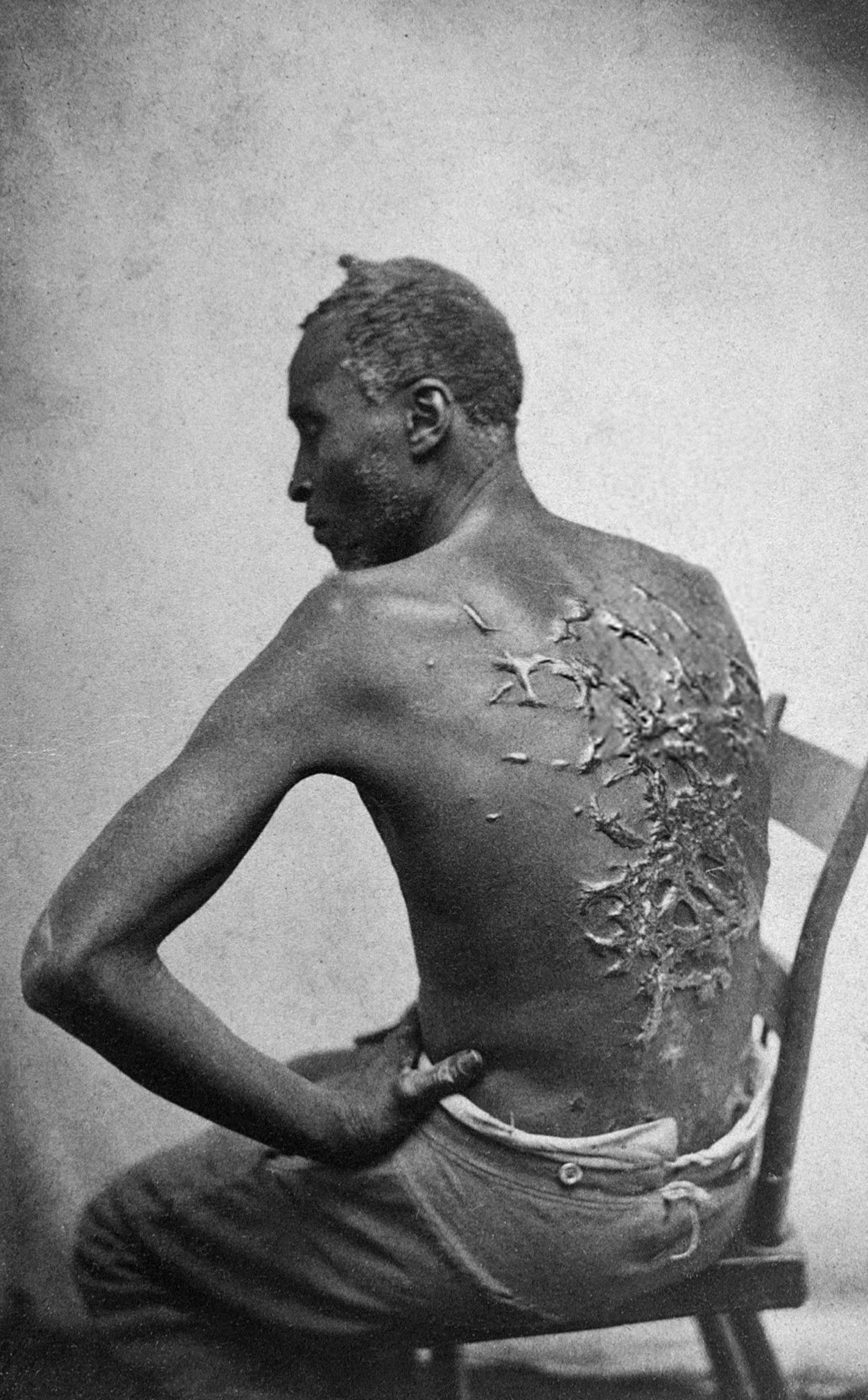
Cicatrices de flagellation sur un esclave (2 avril 1863, Bâton-Rouge, Louisiane, États-Unis). Alors qu'il posait pour une photo, l'esclave « Whipped » Peter dit : « Le contremaître Artayou Carrier m'a fouetté. À la suite de cette flagellation, j'ai été cloué au lit pendant deux mois. Mon maître est venu après que j'ai été fouetté ; il a licencié le contremaître. »

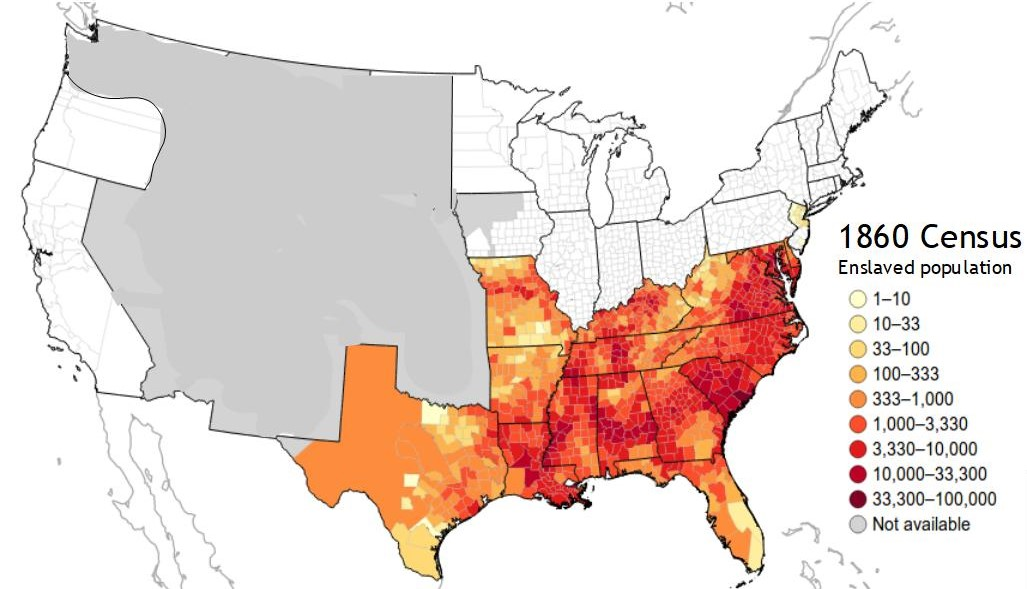
Carte des États-Unis en 1860 représentant la population d'esclaves par comté. Cela montre les différences entre les États libres du Nord et les États esclavagistes du Sud profond.

On considère trop souvent l'esclavage comme la seule cause de la guerre de Sécession, mais il ne peut, seul, expliquer les causes de la guerre. Le débat de l'abolition de l'esclavage est né des différences entre le Nord et le Sud. Au nord de la ligne Mason-Dixon, l'esclavage est aboli et la population tend doucement à vouloir l'abolir sur l'ensemble du territoire américain. Car, au Sud, l'esclavage perdure et est même en constante expansion. En effet, malgré l'abolition de la traite en 1808, le nombre d'esclaves croît de plus en plus vite pour atteindre 3 950 511 esclaves aux États-Unis en 1859 pour une population totale de 31 443 321 habitants. Dans les États qui constitueront un an plus tard la Confédération, on compte alors 3 521 110 esclaves pour 9 103 332 habitants. Dans certains États, comme la Caroline du Sud, la population servile est plus importante que la population libre.

Les esclaves travaillant dans les plantations de coton et de tabac dans le Sud étaient nombreux et travaillaient parfois jusqu'à 15 heures par jour. Certains étaient régulièrement fouettés. Au Nord, c'est l'industrie qui prime, contribuant à la naissance d'une classe ouvrière. Alexis de Tocqueville écrit :
« Nous n’arrêtons pas de gamberger sur les horreurs de l’esclavage ; or nos philanthropes nordistes ne jouent-ils pas avec la vie de leurs ouvriers tout comme le font les Sudistes avec celle de leurs esclaves ? »
Le difficile équilibre entre États abolitionnistes et États esclavagistes est remis en cause à chaque nouvel État rejoignant l'Union. Lorsque le Missouri fait cette démarche en 1820, il demande à conserver l'esclavage sur son territoire. Les représentants élaborent alors le compromis du Missouri : d'une part, le Missouri est accepté en tant qu'État esclavagiste, mais il est créé un nouvel État détaché du Massachusetts, le Maine, afin de conserver l'équilibre. De plus, le compromis crée une limite territoriale (suivant le 36° 30′ parallèle), qui établit que tout État créé au sud de cette limite sera esclavagiste, et abolitionniste s'il l'est au nord de la même limite. Ce compromis apaise les tensions pour le moment.
Malgré ce compromis, la Californie, située au sud du Missouri, intégra l'Union en tant qu'État libre avec le compromis de 1850. Le compromis du Missouri est finalement abrogé en 1854 par la loi Kansas-Nebraska (loi créant les territoires du Kansas et du Nebraska, permettant à leurs populations respectives de décider d'appliquer ou non l'esclavage). Cette loi engendre un conflit au Kansas (Bleeding Kansas). Les opposants à l'esclavage, estimant que cette loi leur est totalement défavorable, créent le Parti républicain pour la combattre.
Par ailleurs, (et cela illustre les tensions croissantes dans le pays), outre les révoltes d'esclaves comme celle de Nat Turner, des actions ont déjà été menées par des abolitionnistes comme le chemin de fer clandestin ou le raid de Brown contre Harpers Ferry.

### Fédération ou confédération?
Après la guerre d'indépendance, les États-Unis constituent un État faible en raison des articles de la Confédération, une ébauche de constitution qui malgré son avant-gardisme, se révèle très vite insuffisante. Elle ne peut notamment pas imposer des taxes ou contrôler le commerce entre les États de l'Union. Elle est une « alliance » entre les treize États fondateurs, écrite rapidement pour parer au plus pressé, en l'occurrence s'unir contre la métropole britannique, mais en 1787, la question de l'inefficacité du gouvernement fédéral se pose de nouveau lors d'une querelle de frontière entre la Virginie et le Maryland.
Une convention est alors appelée pour amender la Constitution. Cette convention fera bien plus que la simple tâche qui lui a été assignée, puisqu'elle écrit une nouvelle constitution, qui devient la Constitution des États-Unis d'Amérique. Toutefois, il faut que cette constitution soit ratifiée, et cela par neuf des treize États alors membres. Devant le besoin de faire ratifier la nouvelle constitution, qui bouleversait les relations entre les États et le gouvernement fédéral, renversant les rapports de force, et passant d'une union d'États (confédération) à un État d'union (État fédéral), la convention abandonne certains de ses amendements réformistes en vue de favoriser la signature d'une Constitution impopulaire dans certains États, particulièrement dans les États du Sud par tradition plus indépendantistes et plus enclins à refuser la tutelle d'un gouvernement fédéral. Une clause avait notamment été prévue pour abolir l'esclavage et garantir à tout citoyen américain les mêmes droits, mais pour conserver l'Union, l'abolition de l'esclavage est abandonnée - chaque État choisissant de conserver ou d'abolir l'esclavage, ce qui aboutit à un certain équilibre des forces au sein de l'Union.
Les États du Sud étaient donc majoritairement favorables à une confédération tandis que la plupart des États du Nord souhaitaient garder une fédération. Cela constitue une source de tensions et une des causes de la guerre de Sécession.

### Différends économiques
L'économie sudiste était principalement basée sur l'agriculture et l'exploitation des ressources naturelles, activité peu rémunératrice sans une grande force de travail, ayant donc besoin de l'esclavage pour s'enrichir. Celle du Nord était basée sur l'industrie, contribuant à l'émergence des prolétariens dans le pays.
Dans son Histoire populaire des États-Unis, Howard Zinn fait valoir que la scission des États sudistes eut lieu même avant la prise de fonctions officielle de Lincoln, et fut motivée par des différends concernant la politique économique à suivre. Les États du Nord hébergeaient l'essentiel des abolitionnistes du pays (qui n'avaient pas le droit d'officier dans le Sud) et avaient aboli l'esclavage, tout en organisant cependant son commerce. Ces États disposaient d'une main-d’œuvre mobile, disponible et à bon marché.
Les élites du Nord étaient tournées vers un marché intérieur et favorisaient une forme de protectionnisme. Lincoln, en proposant des protections tarifaires et une Banque des États-Unis, représentait ainsi leurs intérêts. Le Sud était quant à lui libre-échangiste, orienté vers l'Europe pour ses exportations de matières premières (coton, textile), mû par un esprit de tradition européenne et de mentalités différentes. La grande majorité des sudistes (pour la plupart vivant en milieu rural) disait défendre leur terre, leur État contre les prétentions du Nord.

### Volontés de sécession
La confrontation menaçait. Alexis de Tocqueville exprime d'ailleurs ses craintes à ce sujet dans De la démocratie en Amérique (1835). L'opposition des deux philosophies économiques se concrétisa dès 1832. Cette année-là, le Congrès fédéral (dominé par le Nord après l'avoir été dès sa création par le Sud) ordonne un nouveau droit de douane. Selon la Caroline du Sud, cela menaçait tous les équilibres fondamentaux de son économie. L'État se plaça alors en situation de quasi-sécession et au bord de la guerre civile :

« Le tarif fut seulement un prétexte, écrit alors le président Andrew Jackson, la désunion, la confédération sudiste, l'objet réel. Le prochain prétexte sera le nègre [sic], ou la question de l'esclavage,. »

Ce conflit s'expliquerait donc avant tout par une différence entre les intérêts matériels et politiques des élites Yankees et confédérées. Quelques États esclavagistes restèrent ainsi dans l'Union, ce qui tend à indiquer que l'axe du conflit n'était pas, fondamentalement, en tout cas au départ, la question morale de l'esclavage. Zinn propose donc en 1980 une contre-histoire soucieuse de nuancer un récit officiel qu'il juge manichéen.

### Élection de Lincoln

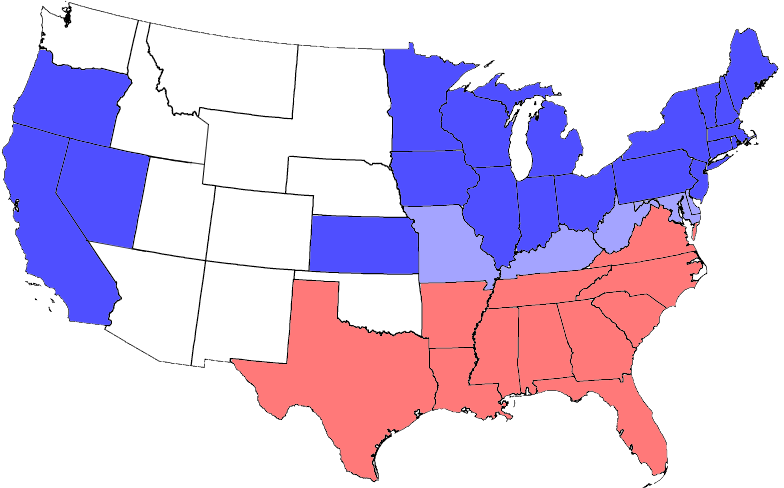
Les États-Unis lors de la guerre de Sécession. En bleu les États de l'Union ; en bleu clair, les États de l'Union où l'esclavage était autorisé. En rouge, les États confédérés. En blanc, les territoires qui n'étaient pas encore des États, essentiellement sous le contrôle de l'Union.

En novembre 1860, le candidat républicain et abolitionniste Abraham Lincoln est élu avec 39,8 % des voix, mais une majorité absolue au sein du collège électoral, avec 180 mandats - soit 28 de plus que nécessaire. Les États du Sud, qui avaient annoncé leur sécession si Lincoln était élu, le vivent comme une véritable déclaration de guerre et entament aussitôt un processus de sécession de l'Union pour former les États confédérés d'Amérique.
Un complot pour assassiner le nouveau président avant son investiture, précédé de nombreuses lettres de menace, est déjoué le 23 février 1861 à Baltimore.

#### Première vague sécessionniste
Le 20 décembre, deux semaines après l’élection de Lincoln, la sécession de l’État de Caroline du Sud est votée à l’unanimité à Saint Andrew’s Hall.
« Nous, peuple de Caroline du Sud, réuni en convention, nous déclarons et ordonnons… que l’Union existant entre la Caroline du Sud et les autres États sous le nom d’États-Unis d’Amérique soit par le présent acte dissoute. »
Rapidement, la nouvelle s’est répandue dans toute la ville. Les cloches des églises se sont mises à sonner et les canons de la citadelle ont tiré salve sur salve pour inaugurer et saluer cet évènement historique. La nouvelle fut célébrée dans toute la Caroline du Sud. Les habitants de Charleston sont descendus par milliers dans les rues et ont brandi le drapeau de Palmetto (drapeau de la Caroline du Sud).
Après la Caroline du Sud, les sécessions s’enchaînèrent. L’État du Mississippi, largement esclavagiste, fit sécession, le 9 janvier 1861. La République du Mississippi fut en conséquence formée. Le lendemain, ce fut au tour de la Floride de faire sécession. Le surlendemain, l’État d’Alabama fit sécession. Le 26 janvier, la Géorgie suivit les autres États du Sud, le 29, la Louisiane et le 1er février, le Texas.
Les États sécessionnistes, ne reconnaissant pas Lincoln comme leur président, désignèrent provisoirement Jefferson Davis le 2 février pour le poste de président. Le 4 février, une Confédération, du nom d’États confédérés d’Amérique (« Confederate States of America » en anglais) fut formée. Celle-ci comprenait au départ tous les États sécessionnistes hormis la République du Mississippi qui rejoint la Confédération le 8 février.

#### Deuxième vague sécessionniste
Le 15 avril, après la bataille de Fort Sumter, Lincoln fit appel à 75 000 volontaires pour combattre le Sud. Cet appel déclencha une seconde vague sécessionniste dans le Haut Sud. Le 17 avril, la Virginie, « mère des États » fit sécession. Cet État devint ainsi un État crucial pour la Confédération en raison de sa présence d’usines qui manquaient cruellement dans le Bas Sud. En mai, l’Arkansas, puis le Tennessee et enfin la Caroline du Nord suivirent la Virginie et les autres États de la Confédération.
Le Nord demandait des droits de douane pour protéger son industrie naissante. L'existence de l'esclavage dans le Sud n'en faisait pas un bon débouché pour la vente des machines du Nord. Le choix des nouveaux États et territoires de l'Ouest devenait déterminant. Le Sud espérait trouver dans l'Ouest un soutien pour le maintien de l'esclavage. Le Nord voulait au moins bloquer toute propagation de l'esclavage dans d'autres États. La guerre de Sécession était prête alors à éclater.

## Déroulement de la guerre

Déroulement de la guerre de Sécession.
États de l'Union
Territoires de l'Union (y compris les territoires avant et pendant la guerre)
États de la Confédération
Territoires de la Confédération

La guerre de Sécession (terme européen ; les Américains parlent de « guerre civile ») fut déclenchée le 12 avril 1861 par une attaque de l'armée des États confédérés sur Fort Sumter à Charleston (Caroline du Sud) tenu par des unités restées fidèles au gouvernement fédéral.
L'armée de terre des États-Unis (US Army), également désignée « armée de l'Union » dans le contexte de la guerre civile, qui en 1860 n'avait que 16 367 hommes, avait commencé à mobiliser et à décupler ses effectifs, la conscription n'existant pas au début de ces événements et une partie de ses officiers prenant le parti de la Confédération.
Dans les deux camps, les soldats mobilisés partent la fleur au fusil, pensant que leur camp va triompher en seulement quelques mois. Mais la guerre va durer quatre ans et les pertes engendrées vont dépasser toutes les attentes.
Les opérations sont organisés sous cinq théâtres d'opérations :
- théâtre du bas littoral et blocus de l'Union (opérations essentiellement navales) ;
- théâtre oriental (de l'Atlantique jusqu'aux Appalaches) ;
- théâtre occidental (des Appalaches jusqu'au Mississippi) ;
- théâtre trans-Mississippi (à l'ouest du Mississippi à l'exclusion des États bordés par le Pacifique) ;
- théâtre de la côte Pacifique.

### Théâtre oriental
La première grande bataille fut sans précédent dans l'histoire américaine. Il s'agit de la première bataille de Bull Run, en Virginie qui se conclut par une victoire confédérée.

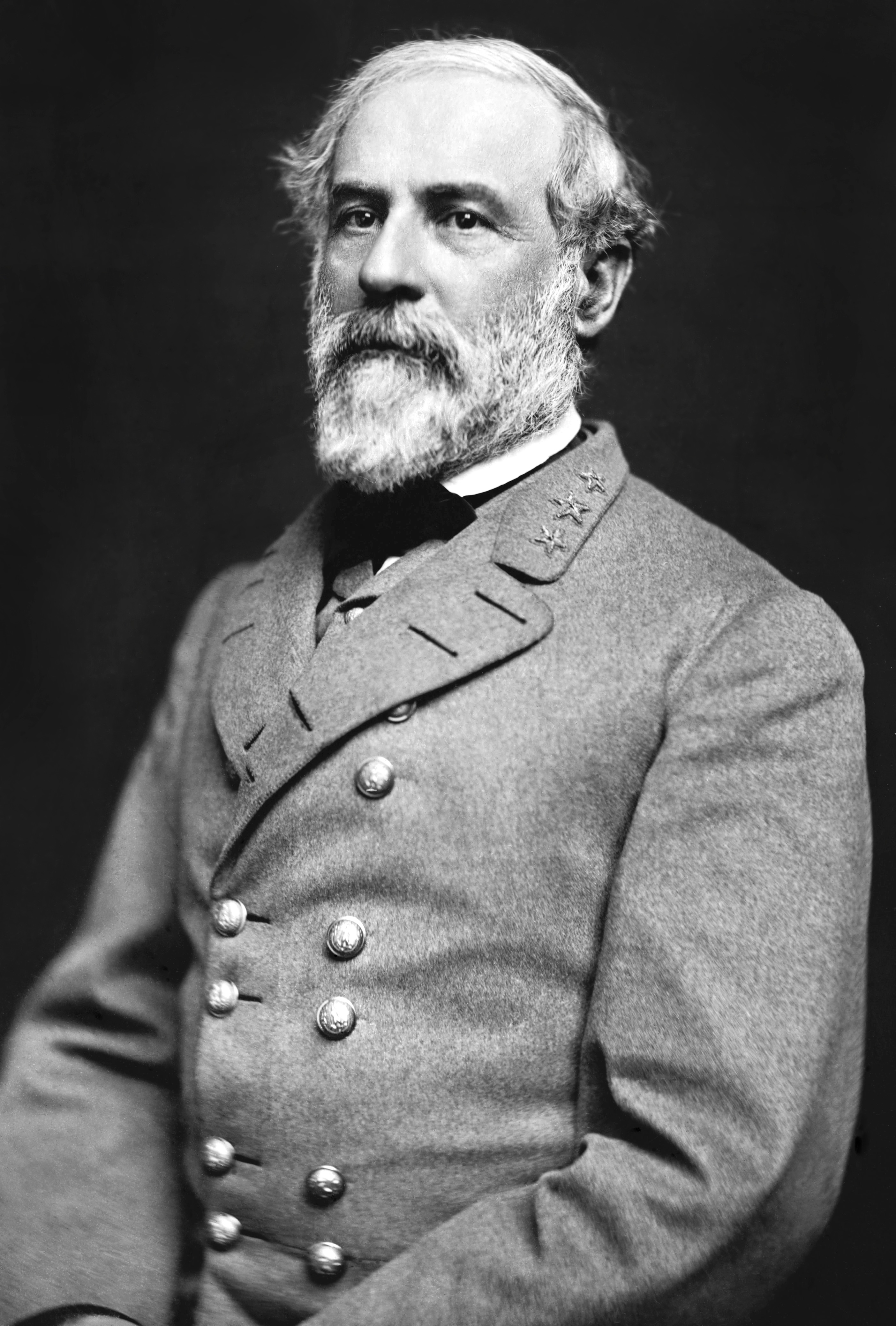
Le général Robert E. Lee, commandant en chef de l'Armée confédérée.

L'Union Army lança de nombreuses offensives en Virginie tout au long de la guerre. Celle de Virginie-Occidentale, en 1861, réussit. Néanmoins, l'armée des États confédérés l'emporta au début des hostilités (vallée de Shenandoah, Sept Jours, 2nde Bull Run, Fredericksburg, Chancellorsville) notamment contre le major-général McClellan, rendu responsable des difficultés fédérales. Le général sudiste victorieux n'était autre que le général Robert E. Lee, devenu une légende au Sud. McDowell, McClellan, Pope, Burnside, Hooker… Les généraux nordistes se succèdent mais aucun ne parvient à changer le cours de la guerre. Lee plaisante : « Je crains qu'ils ne continuent à en changer jusqu'à ce qu'ils en trouvent un que je ne comprenne pas ». C'est en quelque sorte ce qu'il va se dérouler. L'armée de Virginie du Nord de Lee avait échoué dans son invasion du Nord en septembre 1862 à la bataille d'Antietam et entreprend de nouveau une offensive au début de l'été 1863, au moment où le moral des yankees est au plus bas. Le talentueux général Robert Lee qui a plusieurs fois mis en déroute l'armée de l'Union, envoya des troupes jusqu'en Pennsylvanie et se heurta à l'armée du Potomac du major-général George G. Meade à Gettysburg. La bataille la plus meurtrière, qui ait jamais été livrée sur le sol américain, a alors lieu (avec plus de 10 000 morts et 30 000 blessés sur l'ensemble des deux camps). Au bout de trois jours de combats désespérés, les Confédérés durent s'avouer vaincus. Un jour plus tard, sur le théâtre occidental, le général nordiste Ulysses S. Grant prenait la ville de Vicksburg.

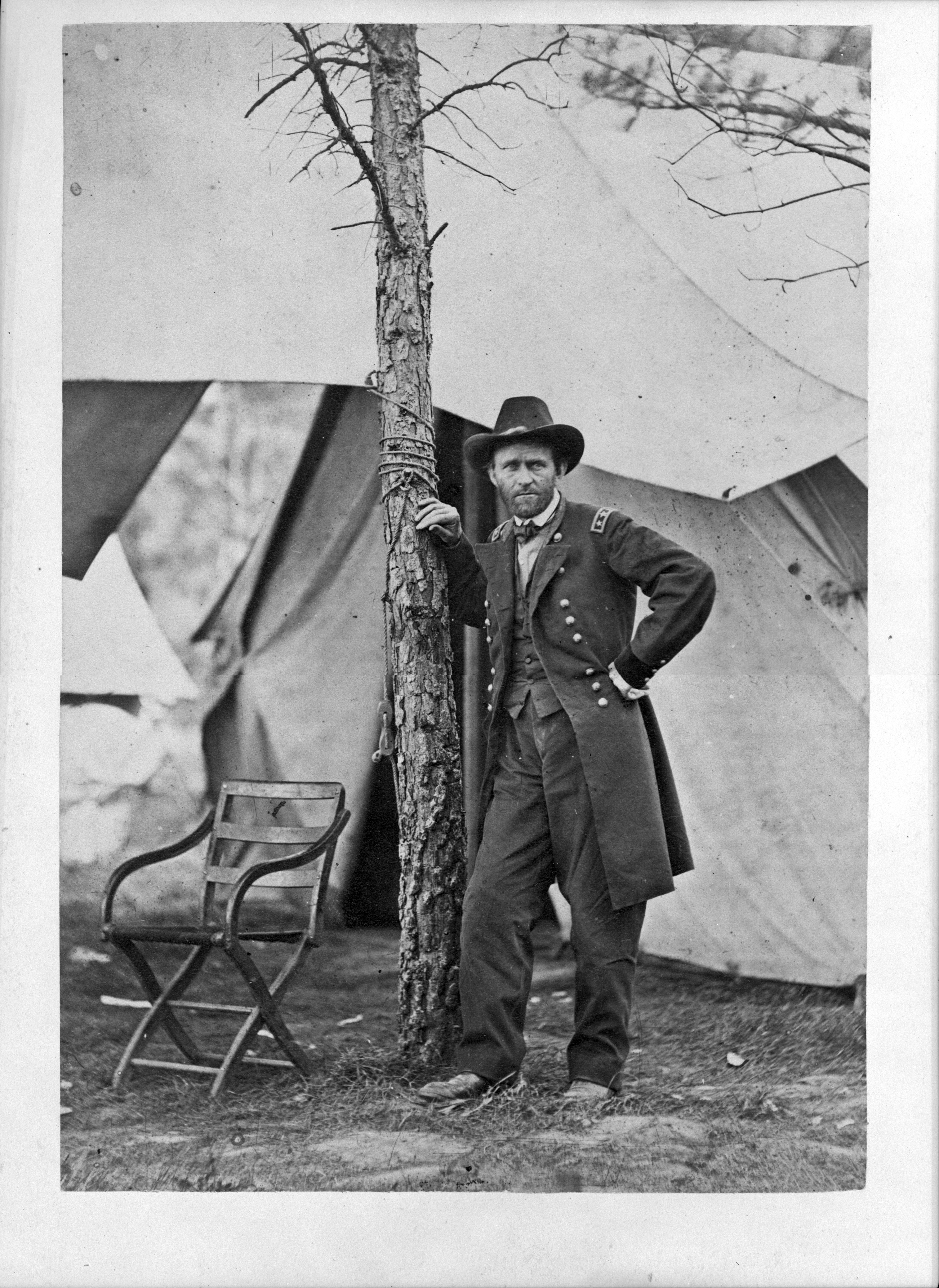
Le lieutenant-général Ulysses S. Grant (Cold Harbor, 1864), commandant en chef de l'Armée de l'Union à partir de mars 1864.

Fin 1863, les campagnes de Bristoe et de Mine Run, qui ne menèrent à rien, eurent lieu. En mars 1864, Ulysses S. Grant prit le commandement de l'ensemble des troupes de l'Union. Il ne tarda pas à lancer une nouvelle offensive en Virginie en utilisant la stratégie de la guerre d'usure. Les deux camps subissent de lourdes pertes. Malgré des défaites, les nordistes avançaient et se rapprochaient de plus en plus de Richmond, la capitale. Finalement, le 15 juin 1864, l'armée de Grant décide d'assiéger Petersburg. Au bout de neuf mois, la ville tombe aux mains des yankees. La campagne d'Appomattox achève l'armée de Virginie du Nord de Lee. Les derniers espoirs confédérés s'effondrèrent à la suite de la bataille d'Appomattox Court House. Le général Ulysses S. Grant, qui s'est emparé six jours plus tôt de Richmond, reçut, le 9 avril, la reddition du général Robert E. Lee, qui commande l'armée confédérée. Celui-ci capitule avec les 26 000 hommes qui lui restent. Jefferson Davis, le président de la Confédération sudiste, tente de s'enfuir vers le Mexique mais il est rattrapé par une colonne de cavalerie, et il sera emprisonné sans jugement pendant deux ans.

### Théâtre occidental
A la fin de l'année 1861, le major-général Ulysses S. Grant lança une offensive. Après une défaite à Belmont, il remporte les batailles de Fort Henry et Fort Donelson, en 1862, au Tennessee. Le 6 avril, l'ultime bataille de la campagne, celle de Shiloh, a lieu. Le général Albert S. Johnston, commandant l'armée confédérée, est alors tué à l'ennemi. Le lendemain, l'Union remporte la victoire puis assiège Corinth.
En juin 1862, la campagne du Kentucky débute. L'armée confédérée de Braxton Bragg tente alors de faire basculer le Kentucky dans le camp des confédérés. Malgré plusieurs succès, l'armée de l'Ohio de Don Carlos Buell finit par l'emporter notamment à la bataille de Perryville. Du 31 décembre 1862 au 2 janvier 1863, a lieu la bataille de la Stones River au cours de laquelle le général confédéré Braxton Bragg tente de stopper l'avancée unioniste vers le Sud, en vain.
Alors que dans le théâtre du bas-littoral, l'Union s'était emparé du bas Mississippi, le général Grant et son armée du Tennessee lance une nouvelle campagne, prévue dans le plan Anaconda, qui avait pour but de prendre possession de la vallée du Mississippi afin de couper la Confédération en deux. Après des débuts difficiles, les nordistes remportent plusieurs batailles comme à Champion Hill. Les confédérés se retrouvent finalement assiégés à Vicksburg le 18 mai. Ils sont contraints de se rendre le 4 juillet, jour de l'indépendance. Ce même jour, même si on l'oublie souvent, l'armée du Cumberland de William S. Rosecrans remporte la victoire à la campagne de Tullahoma. Ces deux victoires firent suite à celle de Gettysburg le 3 juillet. C'est un tournant dans la guerre de Sécession.

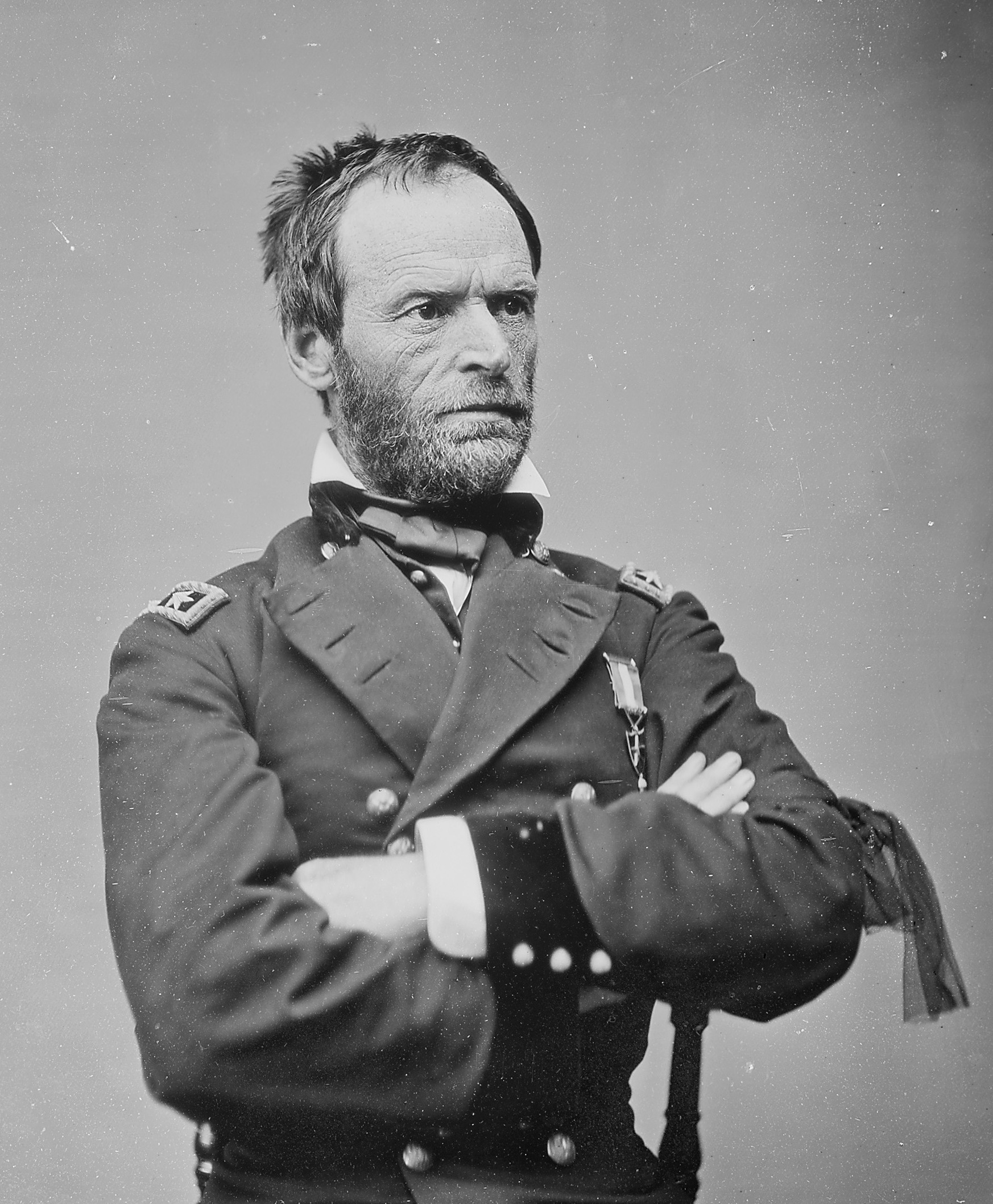
Le général William T. Sherman.

Après une victoire sudiste à Chickamauga, Grant, promu lieutenant-général, bat Bragg à la campagne de Chattanooga. À l'automne 1863, la campagne de Knoxville n'apporte aucun bénéfice majeur aux deux camps.
En mars 1864, Grant étant promu à la tête des armées de l'Union, le général William T. Sherman assume le commandement de la division militaire du Mississippi. Après la victoire à Chattanooga, il peut envahir le cœur du Sud. C'est ce qu'il fait en envahissant la Géorgie en mai. Face à l'avancée des nordistes, le général Joseph E. Johnston est remplacé par John Bell Hood. Celui-ci se retrouve assiégé à Atlanta et se rend le 2 septembre. Hood tente alors une offensive dans ce qu'on appelle la campagne de Franklin-Nashville mais il est battu à Franklin et Nasville. Le 15 décembre, Sherman entame sa marche vers la mer, pratiquant la politique de la terre brûlée. Après avoir pris Savannah le 21 décembre, il entame la campagne des Carolines, achevant ce qu'il reste de l'armée de Tennessee de Johnston. Ce dernier capitule le 26 avril 1865 à Bennett Place.

### Théâtre trans-Mississippi
À l'ouest du Mississippi, le Nord et le Sud se livrèrent une guerre radicalement différente de ce qu'elle fut à l'est. Elle se déroula sur une très vaste étendue, impliqua des Blancs, des Noirs et des Nord-Amérindiens, souvent pour des enjeux qui remontaient à de vieilles rivalités et à des rancunes tenaces, qui se dénouèrent sur le terrain avec la plus brutale sauvagerie — sorte de guerre dans la guerre qui survécut quelque temps à la cessation officielle des hostilités.
Au moment de la sécession, le Texas, l'Arkansas et la Louisiane quittèrent l'Union pour la Confédération, tandis que les sympathisants sudistes du Missouri s'efforçaient - en vain - d'entraîner leur État dans la scission. Tout l'Ouest s'était passionné pour les luttes qui avaient fait « saigner le Kansas » dans les années 1850, de sorte que les lignes de démarcation étaient déjà tracées quand éclata la guerre de Sécession.
En août 1861, les Confédérés envahirent le Missouri, par leur victoire de Wilson's Creek, qui leur permit de s'emparer de la plus grande partie du territoire. Ils furent toutefois incapables de conserver leur avantage ; au printemps suivant, à Pea Ridge, les nordistes les forcèrent même à abandonner le Nord de l'Arkansas. Pendant les deux années suivantes, le Missouri et l'Arkansas demeurèrent aux mains des forces de l'Union, mais durent subir les raids sanglants de bandes d'irréguliers se réclamant de la Confédération, dirigés par des chefs tels que William Quantrill et William « Bloody Bill » Anderson. Les exactions de ces guérillas sudistes atteignirent un degré tel qu'elles devinrent extrêmement gênantes pour les autorités confédérées. En août 1863, par exemple, William Quantrill mit à sac Lawrence, au Kansas, et massacra 150 civils. Il pillait et tuait sans hésiter, au nom de la Confédération, mais sans en avoir reçu le moindre commandement.
En 1864, la Confédération s'attaqua de nouveau à l'Arkansas et au Missouri, d'abord par une campagne de printemps qui repoussa les nordistes jusqu'à Little Rock, puis à l'automne, lorsque le général Sterling Price, à la tête d'une force de cavalerie, remonta le Missouri jusqu'à sa défaite à Westport. Au printemps, le camp adverse avait subi, lui aussi, un revers : le général Nathaniel Banks avait remonté la Red River vers l'intérieur de la Louisiane, dans l'espoir de prendre pied au Texas, d'anéantir la récolte de coton et d'empêcher les renforts confédérés de passer à l'est du Mississippi, mais ses erreurs monumentales faillirent aboutir à son encerclement, et son entreprise se solda par un quasi-échec.
Dans les derniers temps de la guerre, les combats se firent plus âpres dans les Plaines et la Prairie. Courtisés par l'un et l'autre camp, les Cherokees et autres tribus indiennes combattirent souvent sous les deux uniformes. Le Cherokee Stand Watie, par exemple, devint général de brigade dans les rangs confédérés ; à la tête de ses troupes, il fut le dernier des rebelles à se rendre, le 23 juin 1865.

### Théâtre du bas-littoral
Outre la bataille de Fort Sumter le 12 avril 1861 ou le blocus de l'Union, plusieurs opérations ont lieu dans ce théâtre parmi lesquels la campagne de Burnside en Caroline du Nord ou celle de Port Hudson. Ces dernières ont été réalisées dans le cadre du plan Anaconda.
La campagne de Port Hudson (1862-1863) eut un rôle majeur dans la campagne de Vicksburg puisqu'elle permit de prendre le contrôle du sud de la vallée du Mississippi et des villes de La Nouvelle-Orléans, de Baton Rouge ou encore de Natchez.

## Conséquences

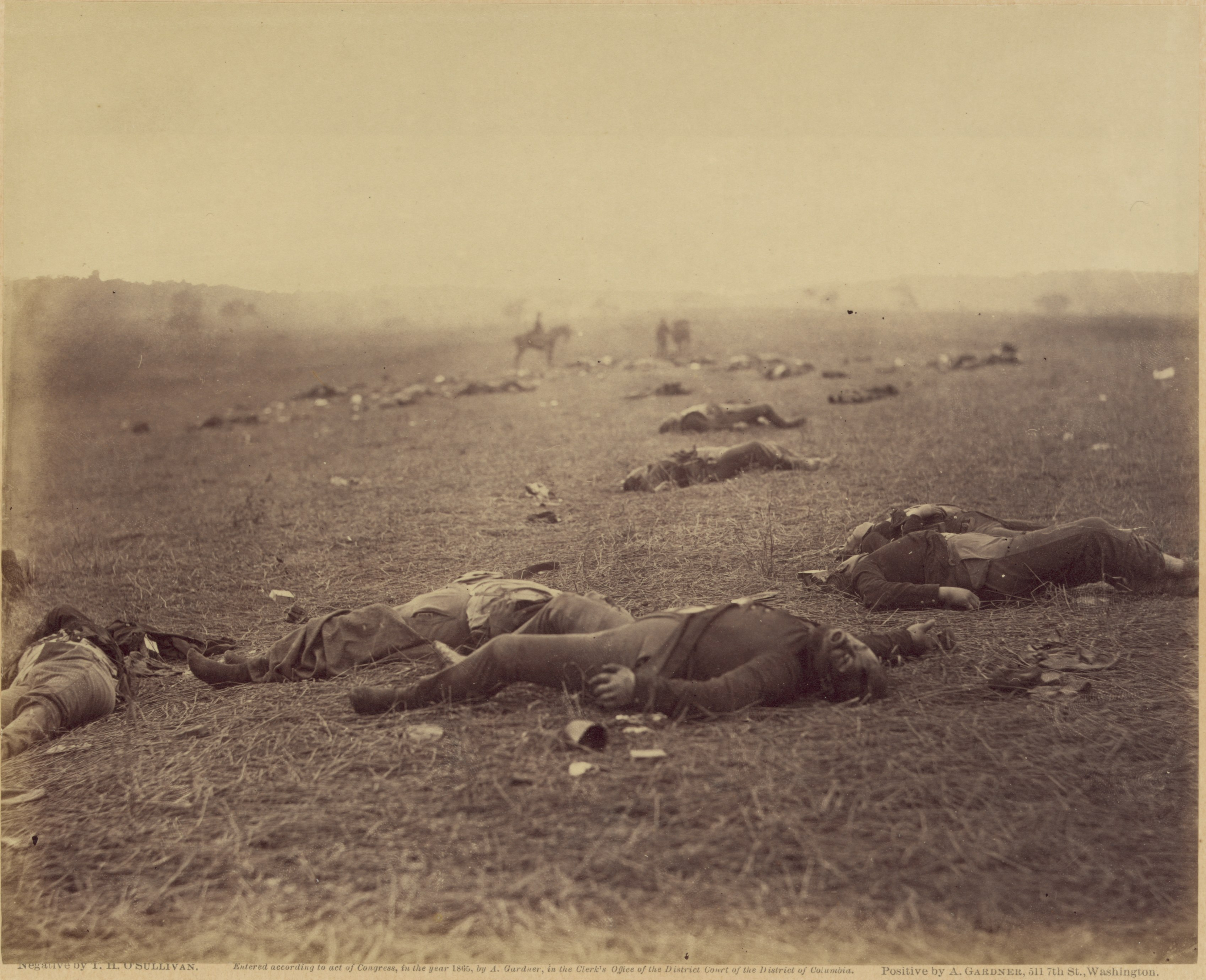
A harvest of death - Mathew Brady : cadavres de soldats à la bataille de Gettysburg

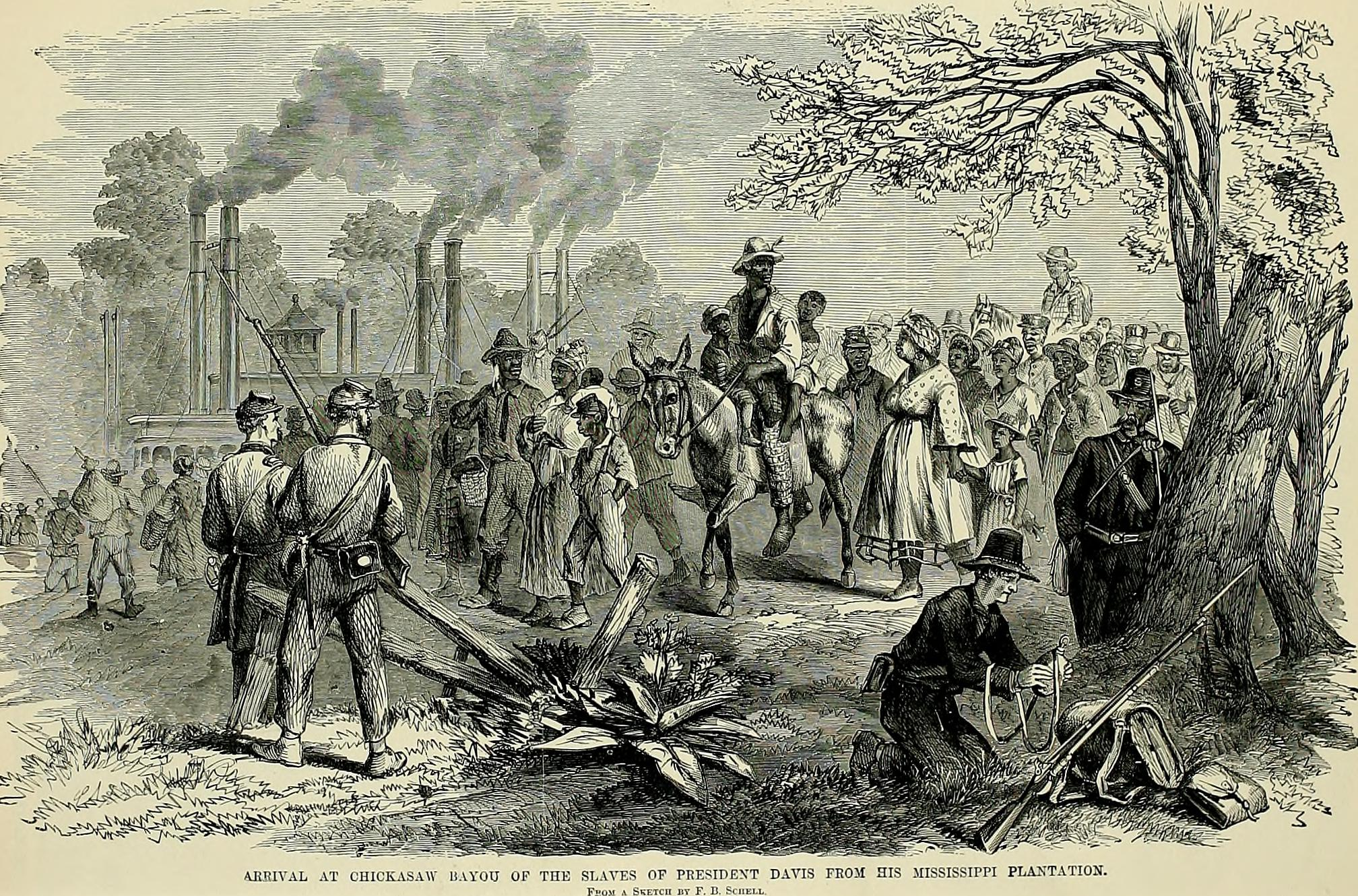
Arrivée au camp de Vicksburg en 1863 des esclaves libérés de la plantation de Jefferson Davis.

La guerre de Sécession fut un épisode traumatisant de l'histoire des États-Unis. Elle régla cependant deux problèmes en suspens depuis 1776 : elle permit d'abolir l'esclavage et de confirmer que le pays ne se composait pas d'États semi-indépendants mais formait une nation, unie et indivisible[réf. nécessaire].
Durant les quatre ans de cette guerre, plus de trois millions d'hommes ont été mobilisés et 624 500 ont été tués (soit 2 % de la population de l'époque) et près de 500 000 ont été blessés. Le conflit a fait ainsi à lui seul plus de victimes que toutes les autres guerres auxquelles les États-Unis ont participé depuis.
Le Nord perdit au total 359 000 hommes — soit presque un soldat sur cinq — et le Sud en perdit 258 000 « seulement », à comparer au Nord, soit presque un soldat sur quatre (néanmoins ces valeurs pour le Sud sont considérées comme étant trop basses). Plus d'hommes moururent d'épidémies et de maladies que sur le champ de bataille, le rapport étant de un pour quatre. 56 000 hommes moururent dans les camps de prisonniers.
En 2011, l'historien et démographe J. David Hacker montre dans une étude que le nombre de victimes fut en réalité de 20 % supérieur aux estimations données habituellement. Il avance le nombre de 750 000 morts pendant la guerre, soulignant que c'est essentiellement dans les armées du Sud que le nombre avait été sous-estimé.
Aux pertes militaires s'ajoutent quelques dizaines de milliers de victimes civiles. Ce conflit est, devant la Seconde Guerre mondiale, le plus meurtrier qu'aient connu les États-Unis (plus de 600 000 morts pour le premier, plus de 400 000 pour le second). En 2013, soit près de 150 ans après la guerre de Sécession, les États-Unis versent toujours à deux personnes des pensions à la suite de cette guerre.
Les destructions opérées durant la guerre par l'Union victorieuse, suivies par des politiques d'exploitation économique, notamment par les carpetbaggers (immigrants économiques venant du Nord, voyageant avec un sac de voyage en toile à tapis) associés aux scalawags, natifs du Sud collaborant avec le nouveau pouvoir (et perçus comme des brebis galeuses)[non neutre], causèrent une amertume tenace parmi les anciens Confédérés et leur descendance envers le gouvernement fédéral [réf. nécessaire].
Cet échec, en apaisant cette partie du pays, fit surgir des difficultés persistantes pendant plusieurs décennies notamment pour faire appliquer les droits civiques des Noirs dans le Sud et vit un exode massif vers le Nord face à des organisations terroristes telles que le Ku Klux Klan. Pour autant, dans le nord, les anciens esclaves n'étaient pas si bienvenus que cela et souffraient du chômage ou d'un emploi très mal payé.
La Ligue du Sud fondée en 1994, les Fils des vétérans confédérés fondés en 1896, et d'autres organisations néo-confédérées continuent de défendre la sécession des 11 États confédérés.

## Analyses
La guerre de Sécession trouve un caractère original selon les historiens pour trois raisons principales :

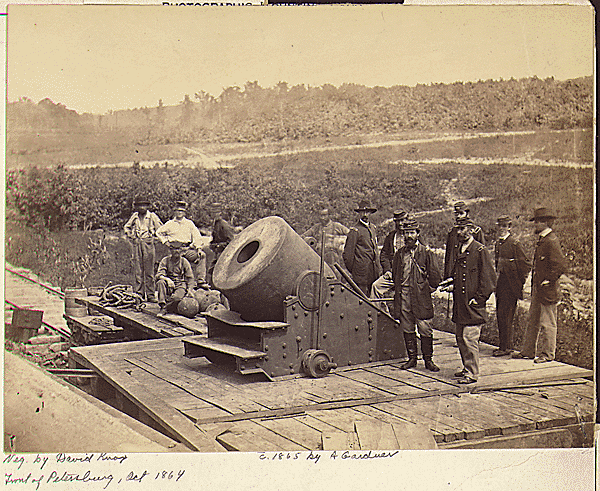
Mortier nordiste au siège de Petersburg.

### Première guerre moderne
Elle est considérée comme la première des guerres modernes dans le sens où l'importance de l'économie et de l'industrie y joua un rôle déterminant. Des armes plus performantes (balle Minié, fusil Lorenz, ironclad, mitrailleuses, sous-marins de guerre) entrainent de lourdes pertes de part et d'autre et de nouvelles innovations (montgolfière, télégraphe, train, photographie de guerre) révolutionnent la guerre. Ce qui est également étonnamment moderne, c'est l'utilisation de tranchées et de mines souterraines (notamment à Petersburg) près de cinquante ans avant la guerre de tranchées durant la Première Guerre mondiale. Ainsi, elle est marquée par de nombreux carnages « modernes » que l'on retrouvera au XXe siècle : toujours meurtriers mais jamais décisifs…

### Guerre idéologique
La guerre de Sécession fut également une guerre idéologique dans la mesure où l'affrontement entre le Sud et le Nord était motivé avant tout par les différends politiques entre le Nord et le Sud, notamment sur l'esclavage. De ce point de vue, elle rappelle les guerres révolutionnaires et napoléoniennes.

### Guerre totale
Elle possède aussi un caractère de guerre totale comme l'écrit le général William Tecumseh Sherman : « Nous ne combattons pas des armées ennemies, mais un peuple ennemi : jeunes et vieux, pauvres et riches aussi bien que les militaires doivent sentir la poigne de fer de la guerre ». Les armées ne cherchaient pas simplement à battre l'ennemi ; elles cherchaient à le détruire. Cette conception de la guerre aura pour conséquence la politique de la terre brûlée et de guerre totale qu'il mène contre les États confédérés notamment durant la marche de Sherman vers la mer.

### Guerre civile, guerre servile
Cette guerre de Sécession, en plus d'être une guerre civile, est également une guerre servile puisqu'elle permit l'abolition de l'esclavage d'abord par la proclamation d'émancipation puis par le XIIIe amendement mais aussi en raison de l'engagement de troupes noires.

## Ressources
En 1860, la population des États-Unis était de 32 millions d'habitants, dont 4 millions d'esclaves. Au cours des 50 dernières années, le taux de croissance avait été quatre fois plus élevé qu'en Europe, phénomène expliqué par l'immigration et un taux de natalité élevé chez une population plus jeune. Paradoxalement, l'accroissement naturel de la population américaine commença à ralentir, les parents préférant avoir moins d'enfants afin de mieux se consacrer à leur éducation. Combiné à un taux de mortalité décroissant et une immigration croissante, la dénatalité se trouvait alors compensée.

### Armée

#### Forces en présence et mobilisation
|                                                                       | États de l'Union                               | États de la Confédération                          |
| --------------------------------------------------------------------- | ---------------------------------------------- | -------------------------------------------------- |
| Population totale                                                     | 22 millions                                    | 9,1 millions (dont 3,5 millions d'esclaves noirs). |
| Population en âge de porter les armes (hommes blancs, de 18 à 45 ans) | ~ 3 500 000, plus les Noirs affranchis         | ~ 1 000 000                                        |
| Mobilisation : 1861-1865                                              | 2 778 304 (y compris de multiples engagements) | 750 000 (estimation officielle)                    |

#### Principales armées de la guerre de Sécession
Sur le théâtre oriental :
- Union : armée du Potomac, armée de la James, armée de la Shenandoah, armée de Virginie
- Confédération : armée de Virginie du Nord, armée de la Shenandoah, armée de la Péninsule, armée du Potomac, armée du Nord-Ouest

Sur le théâtre occidental :
- Union : division militaire du Mississippi, armée du Tennessee, armée du Cumberland, armée de Géorgie
- Confédération : armée du Tennessee, armée du Mississippi

Sur le théâtre trans-Mississippi :
- Union : armée de l'Arkansas, département du Nouveau-Mexique
- Confédération : armée du trans-Mississippi, armée du Nouveau-Mexique, armée du Missouri

Sur le théâtre du bas littoral :
- Union : armée du Golfe
- Confédération : département du Golfe

#### Effectifs des armées
L'armée régulière des États-Unis en 1860 était composée de 16 637 militaires d'active. En 1876, ses effectifs étaient de 27 442 hommes.
|                  | États de l'Union | États de la Confédération |
| ---------------- | ---------------- | ------------------------- |
| Entrée en guerre | 186 000          | 150 000                   |
| Fin 1861         | 575 917          | 326 768                   |
| Fin 1862         | 918 191          | 449 439                   |
| Fin 1863         | 860 737          | 464 646                   |
| Fin 1864         | 959 460          | 400 787                   |
| 1865             | 1 000 516        | 358 692                   |

Les valeurs ci-dessus représentent le total des effectifs. Toutefois, parfois l'absentéisme atteignait 35 % dans les rangs de l'Union et plus de 50 % dans ceux de la Confédération.
Les démocrates américains répugnaient à autoriser la conscription en temps de paix. La guerre d'indépendance américaine avait institué la tradition d'une armée mixte : une milice de citoyens renforcée par une petite armée régulière.
Mais durant cette guerre, les volontaires furent trop peu nombreux à soutenir les armées de la Confédération comme celles de l'Union, ce qui obligea la première en avril 1862 et la seconde en mars 1863 à recourir à la conscription. Celle-ci augmenta cependant d'autant plus le ressentiment populaire que le système des quotas par localité permet aux riches d'acheter des remplaçants.
Le Conscription Act ne réussit à fournir à l'Union que 6 % de ses effectifs, mais la menace de la conscription à laquelle s'ajoutait la perspective de primes suscita un engagement massif de volontaires : plus d'un million d'hommes s'enrôlèrent au cours des deux dernières années de ce conflit.
Chez les Confédérés, la conscription représenta 20 % de leurs effectifs, mais là aussi la peur du recrutement poussa beaucoup de sudistes à s'engager.

### Économie
|                  | Union           | Confédération   | Total     |
| ---------------- | --------------- | --------------- | --------- |
| Chemin de fer    | 35 420 km (72%) | 13 680 km (28%) | 49 100 km |
| Chevaux          | 4 417 130       | 1 698 328       | 6 115 548 |
| Animaux de trait | 1 712 320       | 1 657 308       | 3 369 628 |

|                     | Union                           | Confédération                   | Total                           |
| ------------------- | ------------------------------- | ------------------------------- | ------------------------------- |
| Terres amendées     | 106 171 756 acres (429 662 km2) | 57 089 633 acres (231 034 km2)  | 163 261 389 acres (660 696 km2) |
| Terres non amendées | 106 486 777 acres (430 937 km2) | 140 021 467 acres (566 647 km2) | 246 508 244 acres (997 584 km2) |

|                                | Union         | Confédération | Total         |
| ------------------------------ | ------------- | ------------- | ------------- |
| Établissement industriels      | 110 274 (92%) | 10 026 (8%)   | 120 300       |
| Investissement de capitaux ($) | 949 335 000   | 100 665 000   | 1 050 000 000 |

Cette guerre fut l'une des premières au monde à mettre en œuvre à grande échelle les ressources et les moyens de transport de l'ère industrielle. Les armées du Sud trouvent même à se financer via une levée de fonds géante à la Bourse de Paris. Elle préfigura les guerres du XXe siècle par une mobilisation nationale, allant par moments jusqu'à la guerre totale qui entamerait profondément les ressources de la société civile, de même que les exigences du conflit, aussi bien militaires qu'économiques, accablèrent le Nord et écrasèrent le Sud.
Le Nord, plus industriel, disposait d'un avantage considérable sur son ennemi car il possédait 35 420 des 49 190 km de voies ferrées qui sillonnaient le pays. De plus, son réseau avait été mieux élaboré, mieux construit et mieux entretenu que celui du Sud, plus agraire. L'écartement des voies ferrées était aussi différent : de 1 435 mm (4 pieds 8 pouces et demi) pour certains États du Nord et de 5 pieds pour certains États du Sud. Ceci occasionnait des transbordements obligatoires d'une compagnie de chemin de fer à une autre, donc une perte de temps.
Ce fut la première fois qu'ils furent employés à de vastes mouvements de troupes entre les fronts.
La supériorité du réseau ferroviaire apporta la preuve des redoutables ressources industrielles de l'Union, et bien souvent sa capacité à remplacer immédiatement le matériel perdu se chargea d'annuler les victoires remportées par les généraux sudistes.
Les arsenaux de l'Union, nationaux et privés, produisirent à peine 50 000 petites armes à feu en 1860 contre 2,5 millions pendant la durée de la guerre. Quant au Sud, il en importa du Royaume-Uni et de France 600 000 malgré le blocus, en fabriqua une partie, et en récupéra une bonne part sur les champs de bataille.
Pendant la guerre, les salaires des ouvriers du Nord diminuèrent de 35 %.

#### Misère du Sud et prospérité du Nord
Sur le plan économique, en plus de la faiblesse de son industrie et de sa logistique qui empêcha un bon approvisionnement de ses forces armées et de sa population qui connut de lourdes situations de pénurie aussi bien en matériel qu'alimentaire, la Confédération a commis une erreur stratégique énorme en bloquant d'elle-même l'exportation du Roi Coton pour tenter de faire pression sur le Royaume-Uni et la France. En effet, l'industrie textile faisait vivre respectivement cinq millions et un million de personnes dans ces pays à l'époque et à la veille de la guerre, les Américains produisent 716 000 des 850 000 tonnes de coton consommés chaque année dans le monde, dont les trois-quarts prennent la direction des usines britanniques.
Mais l'Europe, pour ne pas se mettre en porte-à-faux avec l'Union, se tourna vers d'autres sources d'approvisionnement (l'Inde notamment) et cette manœuvre ne fit que priver le Sud de sa plus importante source de revenus.
Un blocus sévère de l'US Navy, qui captura 1 551 bâtiments de commerce et en détruisit 355, combiné à la perte des liaisons terrestres avec le Mexique fit que le pays vécut en quasi autarcie. D'ailleurs, les sudistes construisirent le premier sous-marin militaire, le CSS H. L. Hunley (exposé au Charleston muséum) afin de couler des navires nordistes. Il en coula un et sombra en même temps que sa victime.
Le prix du moindre article de luxe ou manufacturé était prohibitif. En 1864, alors que la solde mensuelle d'un soldat était de 18 $ et celle d'un général de 200 $, une brosse à dents valait 8 $, un couteau de poche ou une livre de café 18 $, et une paire de gants pour dame 33 $.
L'économie à la fin du conflit était à plat et était redevenue en partie un système de troc.
Le Nord vit au contraire son industrie se renforcer pour satisfaire à l'effort de guerre et poursuivre l'œuvre de développement du pays entamé avant la guerre. De plus, les vastes champs de blé des États du Midwest ont sauvé la balance commerciale en multipliant par trente leurs exportations vers l'Europe passant de 90 000 quarter en 1859 à plus de 3 millions en 1863.

## Stratégie

### Stratégie de la Confédération

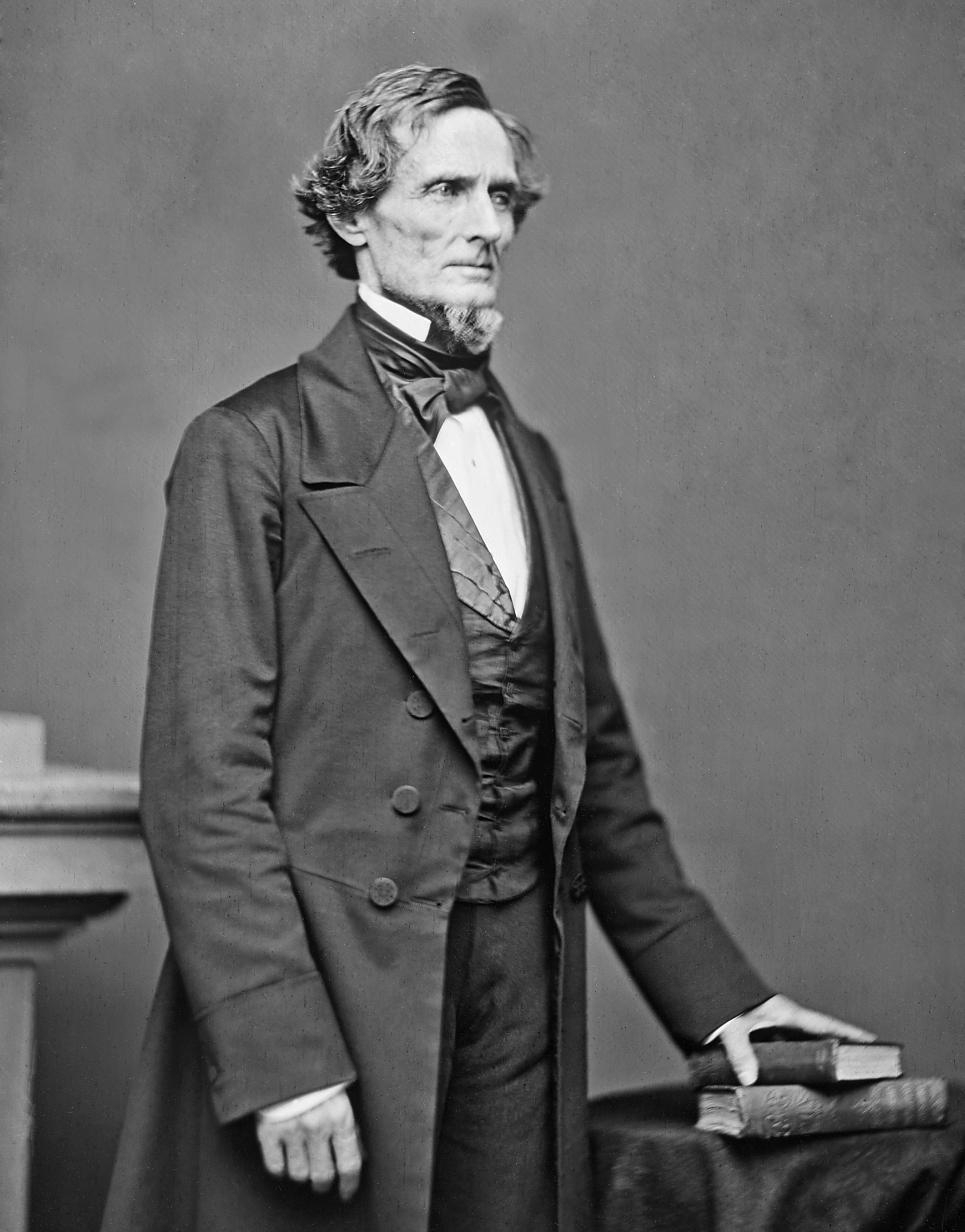
Jefferson Davis.

La disparité économique entre les deux camps eut une influence décisive sur la stratégie. Le seul souhait des États confédérés d'Amérique n'était pas de conquérir le Nord — ce qui était manifestement au-dessus de ses ressources — mais de se battre jusqu'à l'épuisement du Nord, ou surtout jusqu'à ce qu'une intervention européenne mît fin à la guerre.
Le président de la Confédération Jefferson Davis avait le choix entre défendre les frontières de celle-ci ou autoriser Robert E. Lee à envahir le Nord, comme il le fit en deux occasions, dans l'espoir que quelques victoires sur le sol ennemi démoraliseraient les Nordistes.
Davis était également confronté à des priorités stratégiques contradictoires. Le théâtre de l'Est était d'une importance évidente dans la mesure où les capitales ennemies se trouvaient proches l'une de l'autre et où s'emparer de l'une d'elles pouvait avoir des répercussions énormes. Mais le théâtre de l'Ouest, plus vaste, était tout aussi vital, car les principales voies ferrées transversales de la Confédération traversaient la région de Chattanooga-Atlanta.
Finalement, Davis préféra la défense frontalière à l'« offensive-défensive » de Lee, mais adopta une politique de compromis en divisant la Confédération en départements dont les commandants assureraient la défense et le transfert des réserves par chemins de fer.
C'était une stratégie conçue pour gagner du temps, pendant lequel l'Union et peut-être même la France et le Royaume-Uni en arriveraient à la conclusion que la défaite du Sud était impossible.

### Stratégie de l'Union

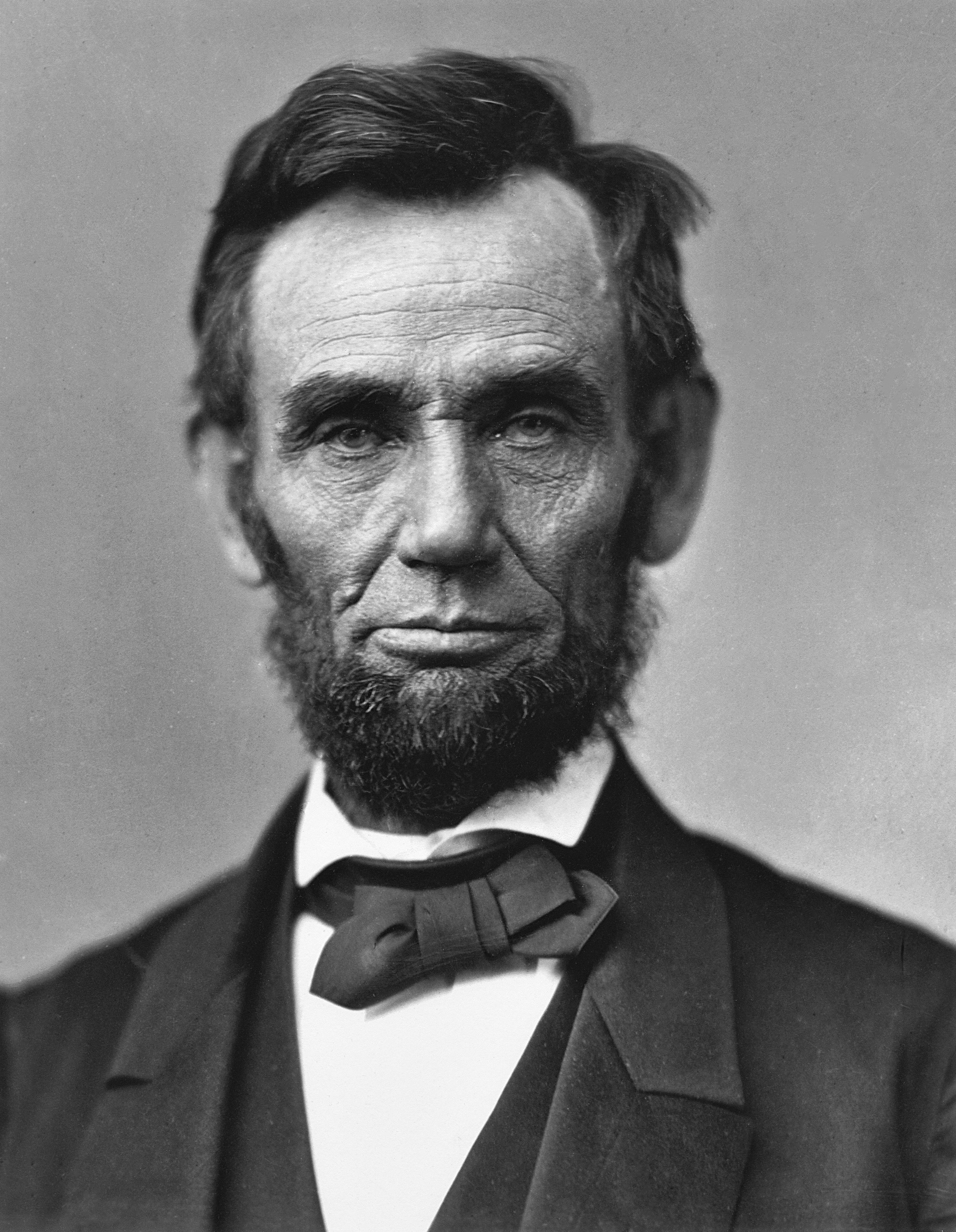
Abraham Lincoln, célèbre président républicain de l'Union.

Les dirigeants de l'Union comprirent qu'ils ne pourraient l'emporter qu'en conquérant le Sud et plus tard en détruisant l'armée confédérée.
Lors des premières opérations de la guerre, le lieutenant-général Winfield Scott présenta son plan Anaconda, destiné à asphyxier le Sud par un blocus naval (la quasi-totalité de l'US Navy étant restée dans les mains du gouvernement fédéral à la déclaration de guerre) associé à une poussée en aval du fleuve Mississippi pour diviser la Confédération. Cette approche, lente mais sûre, n'obtint pas l'approbation des politiciens ni celle du peuple, pour lesquels le mot de ralliement était : « À Richmond ! ».
Elle n'emporta pas non plus l'adhésion de Lincoln, qui pressait ses généraux de « détruire l'armée rebelle » en une seule bataille décisive. Son attitude énergique poussa ces derniers à s'embarquer dans des projets contre lesquels ils nourrissaient de solides préventions : il était moins facile de détruire une armée dans les conditions géostratégiques de l'Amérique du Nord que Lincoln ne voulait bien l'admettre.
Le fait que la stratégie se limitât à un seul objectif ne s'expliquait pas seulement par l'incompétence initiale des officiers nordistes, bien qu'elle caractérisât longtemps cette armée. Elle avait promu des soldats réguliers à des grades qui ne correspondaient pas à leurs capacités réelles, car l'inflation des effectifs entraîna une explosion de la demande d'encadrement de ces jeunes recrues. On avait dû se concilier des généraux dont les prétentions politiques dépassaient largement les compétences militaires. Les hommes de mérite mirent du temps à sortir du rang, mais grâce à la souplesse du système nordiste, Grant put devenir lieutenant-général en trois mois, et Emory Upton général de brigade à l'âge de 24 ans.
Il fallut du temps au Nord pour faire sentir toute sa puissance, et à ses chefs pour reconnaître que c'était à coups de massue et non de rapière qu'ils vaincraient le Sud. Le Nord doit beaucoup à Grant qui prit le commandement des armées de l'Union en mars 1864 et annonça immédiatement son intention d'exercer la plus forte pression contre la Confédération chancelante, en utilisant « toutes les troupes de l'armée pour les faire converger vers un même noyau ».
Durant les douze derniers mois de la guerre, la stratégie de l'Union fit preuve d'une étonnante modernité, notamment en prenant conscience que la force d'un belligérant tient d'abord à ses ressources humaines et économiques.

### Avantage de l'armée sudiste
Le Sud, comparé au Nord, était très « aristocrate ». Bien que moins industrialisé, le Sud comptait beaucoup de familles riches, notamment du fait d'une main-d’œuvre totalement exploitable et particulièrement bon marché (esclavage).
Les États-Unis de l'époque avaient déjà une grande histoire militaire. Et beaucoup de vétérans de la révolution texane (1835-1836), de la guerre américano-mexicaine (1846-1848) et de la guerre de 1812-1815, vivaient au Sud. Les sudistes avaient plus de tradition militaire que les nordistes. De ce fait, beaucoup d'officiers ou de familles d'officiers bourgeois étaient originaires du Sud, ce qui explique que durant toute la première moitié du conflit, les sudistes avaient un net avantage sur le plan des compétences.
En outre, les soldats sudistes étaient habitués à tirer au fusil et à monter à cheval, notamment pour la chasse traditionnelle, et les enfants étaient habitués dès leur plus jeune âge à manier le fusil et les cartouches.
De plus, les sudistes, à cause d'une pauvreté plus grande, connaissaient bien la rudesse de la vie de campagne, et supportaient beaucoup mieux les privations, le manque d'hygiène, le manque de sommeil, qui étaient très durs à supporter pour les jeunes recrues nordistes souvent citadines.
Les sudistes pouvaient compter en grande partie sur de l'équipement britannique. Ils disposaient également d'une bonne artillerie française : les canons de type Napoléon causèrent de lourdes pertes aux troupes nordistes.
Les sudistes disposaient d'une très bonne cavalerie commandée entre autres par le général Jeb Stuart, dont notamment des unités spéciales qui étaient appelées Rangers, commandées par des officiers brillants (Mosby) ; elle avait pris naissance durant la guerre d'indépendance du Texas. Le Sud avait aussi une infanterie très tenace. En effet, les soldats sudistes défendaient leur terre, leurs familles et leurs maigres biens ruraux ; ils considéraient les nordistes comme des intrus de mentalité très différente à qui ils n'avaient rien demandé.
De plus, les meilleurs officiers s'étaient joints aux États du Sud, ce qui leur permit de nombreuses victoires. Cependant, du fait que ceux-ci combattaient avec panache en première ligne par bravoure et tradition militaire, beaucoup périrent, ce qui anéantit cet avantage.
Les nordistes reconnurent officiellement la combativité et la ténacité des sudistes.

### Avantage de l'armée nordiste
Le Nord, bien industrialisé, disposait de nombreuses ressources industrielles et d'hommes d'affaires avertis. De nombreux contacts avec certains pays européens étaient également noués via des échanges commerciaux. Les ingénieurs du Nord firent un excellent travail en ce qui concerne le développement d'un armement efficace. Le fusil standard du Nord inspiré du fusil Minié était de loin supérieur à toute autre arme du même type dans le monde. Son canon rayé permettait des tirs précis. Le Nord eut la chance d'avoir les premières mitrailleuses (Gatling) vers la fin de la guerre, d'équiper certains soldats avec des armes à répétition, etc.
Numériquement, le Nord disposait d'un réservoir d'hommes supérieur au Sud, bien que moins entraînés et compétents que les sudistes. Ce nombre lui permit de garder des troupes plus longtemps à l'entraînement (ce que le Sud ne pouvait se permettre), et ainsi de rattraper son retard par rapport au Sud. Le Nord se retrouva ainsi avec une armée professionnelle composée de volontaires bien entraînés et bien équipés.
La marine du Nord avait été conçue à l'origine pour tenir tête à son ancien ennemi, la Grande-Bretagne. Bien que d'une taille moyenne au début des hostilités, avec seulement 90 navires à voiles et à vapeur, elle se développa rapidement, compta 386 bateaux portant 3 027 canons fin 1862, et remplit ses missions de blocus et de soutien aux forces terrestres de façon satisfaisante. La marine du Sud, composée essentiellement de navires ravitailleurs rapides pour tromper le blocus, ne disposait que de très peu de navires de guerre, essentiellement des cuirassés et un sous-marin. On vit d'ailleurs durant cette guerre les premiers combats de cuirassés avec le Monitor contre le CSS Virginia et l'utilisation du sous-marin par le Sud. Les cuirassés sudistes coulèrent ou endommagèrent 28 navires fédéraux.

## Chronologie

### Chronologie générale
- 1860
  - 20 décembre : sécession de la Caroline du Sud.
- 1861Bombardement de Fort Sumter le 12 avril 1861, la première bataille de la guerre de Sécession.

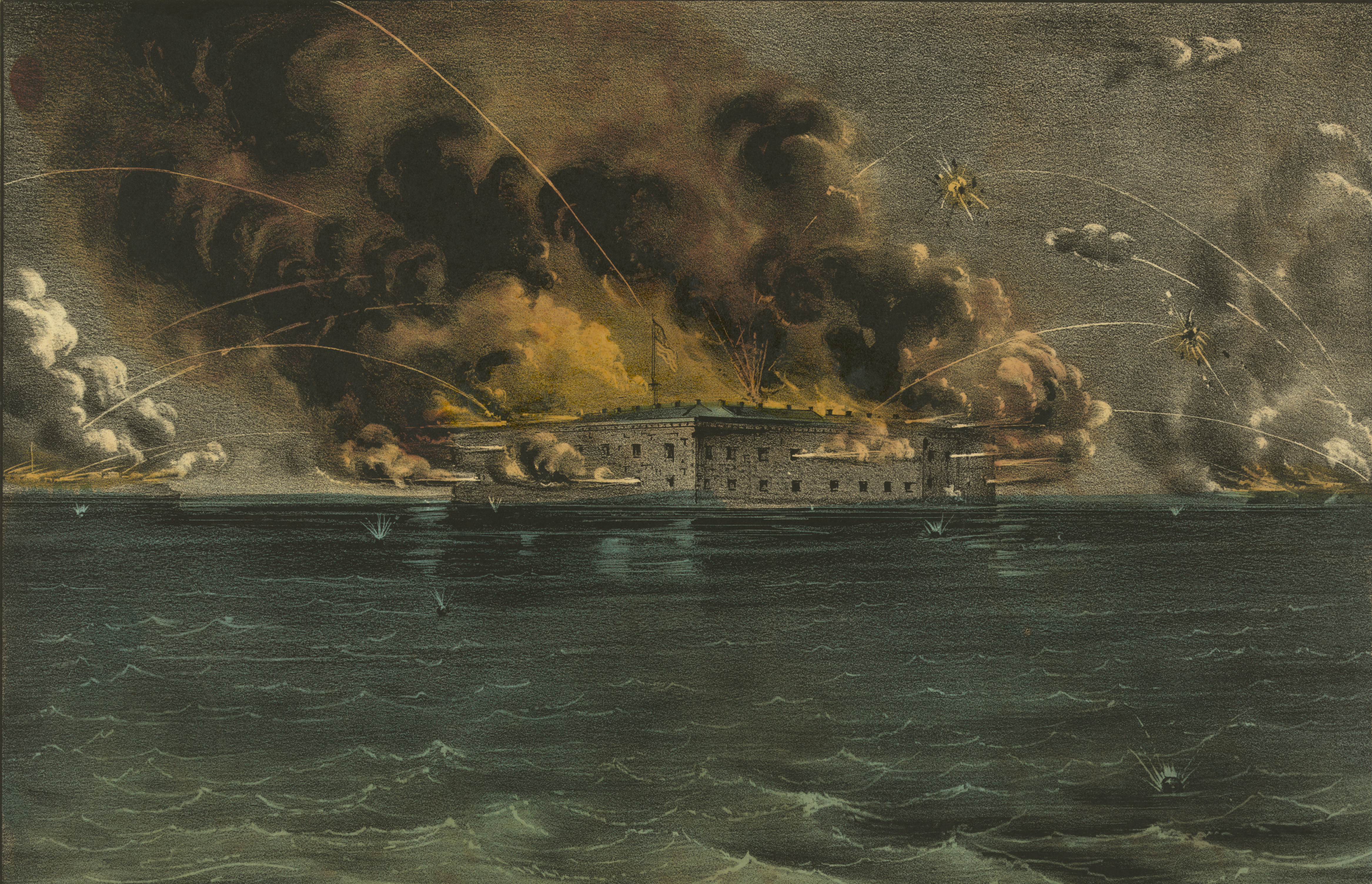
Bombardement de Fort Sumter le 12 avril 1861, la première bataille de la guerre de Sécession.

  - 3 janvier : une résolution parlementaire, dans le Delaware, condamne les intentions de sécession ; l'État est très divisé.
  - 9 janvier : sécession du Mississippi.
  - 10 janvier : sécession de la Floride.
  - 11 janvier : sécession de l'Alabama.
  - 26 janvier : sécession de la Louisiane.
  - 29 janvier : sécession de la Géorgie.
  - 1er février : le Texas décide de soumettre la sécession à un référendum.
  - 23 février : le référendum du Texas décide la sécession.
  - 11 mars : les sept premiers États confédérés adoptent leur Constitution.
  - 12 avril : Bataille de Fort Sumter, Début de la guerre de sécession.
  - 17 avril : la Virginie décide de soumettre la sécession à référendum.
  - 29 avril : le Maryland décide de rester dans l'Union, mais vote une motion en faveur des États confédérés, et contre la guerre.
  - 28 mai : le gouverneur de l'État du Kentucky proclame le maintien dans l'Union, et la neutralité dans la guerre.
  - 6 mai : sécession de l'Arkansas.
  - 6 mai : le Tennessee décide de soumettre la sécession à référendum.
  - 20 mai : sécession de la Caroline du Nord.
  - 23 mai : le référendum de Virginie décide la sécession.
  - 8 juin : le référendum du Tennessee décide la sécession.
  - 10 juin : la bataille de Big Bethel.
  - 21 juillet : première bataille de Bull Run.
- 1862Bataille d'Antietam par Thure de Thulstrup.
  - 6 avril : bataille de Shiloh.

Bataille d'Antietam par Thure de Thulstrup.

  - 1er mai : occupation de La Nouvelle-Orléans.
  - 25 juin : bataille des Sept Jours.
  - 30 août : seconde bataille de Bull Run.
  - 17 septembre : première invasion sudiste du Maryland (bataille d'Antietam).
  - 8 octobre : invasion sudiste du Kentucky (bataille de Perryville).
  - 13 décembre : bataille de Fredericksburg.
- 1863Bataille de Gettysburg par Thure de Thulstrup.

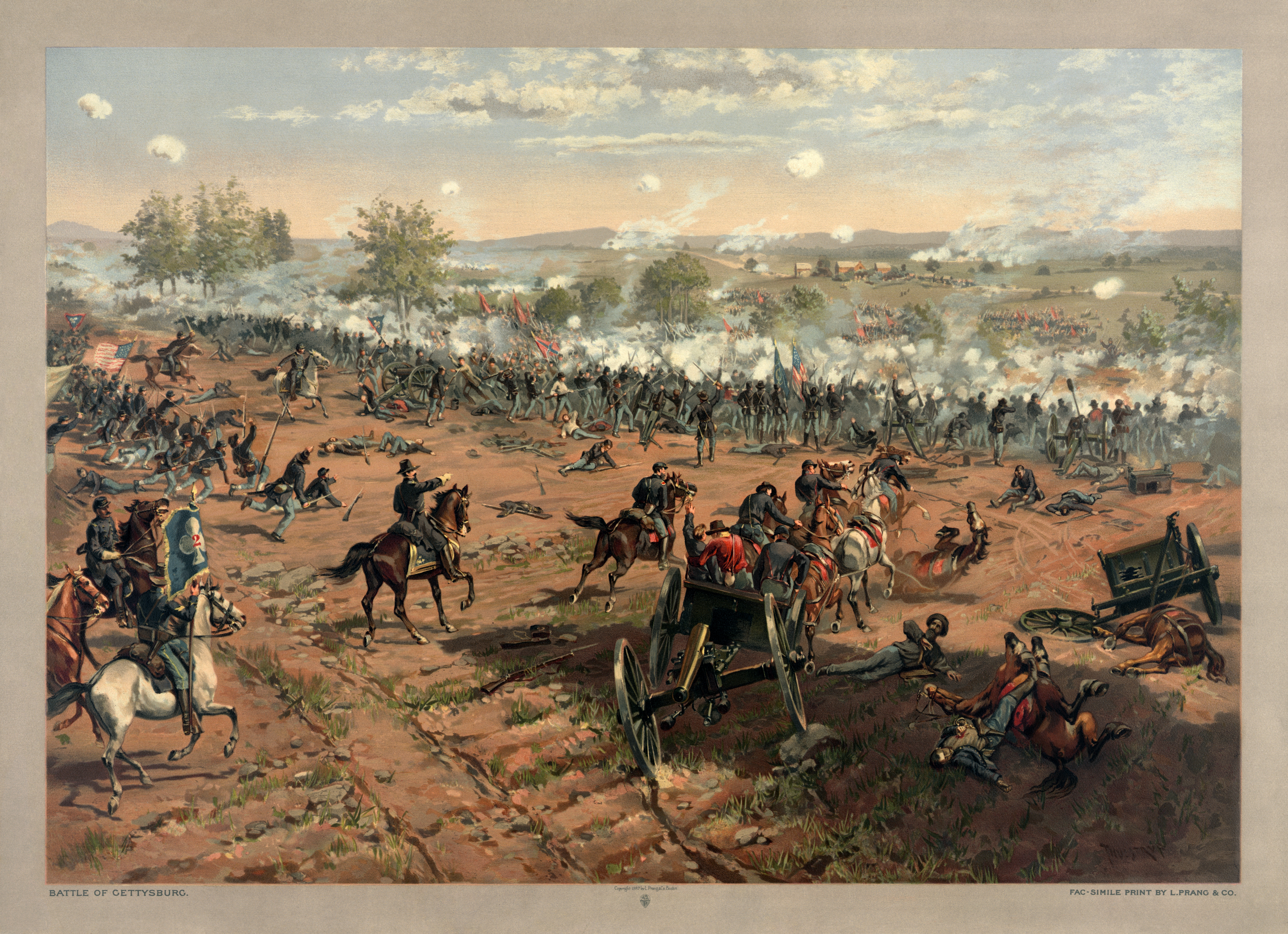
Bataille de Gettysburg par Thure de Thulstrup.

  - 31 décembre 1862 - 2 janvier 1863 bataille de la Stones River.
  - 1er janvier : proclamation d'émancipation.
  - 1er mai : bataille de Chancellorsville.
  - 1er au 3 juillet : deuxième invasion sudiste Maryland et Pennsylvanie (bataille de Gettysburg).
  - 4 juillet : reddition de Vicksburg.
  - 19 septembre : bataille de Chickamauga.
  - 19 novembre : discours de Gettysburg.
  - 25 novembre : bataille de Chattanooga.
- 1864
  - 5 mai au 7 mai : bataille de la Wilderness.
  - 8 mai au 21 mai : bataille de Spotsylvania.
  - 31 mai au 12 juin : bataille de Cold Harbor.
  - mai à octobre : campagnes de la vallée de Shenandoah.
  - septembre : prise d'Atlanta par Sherman.
  - 15 novembre au 21 décembre : marche de Sherman vers la mer
- 1865
  - 25 mars : fin du siège de Petersburg
  - 9 avril : reddition de l'armée de Virginie du Nord de Lee à Appomattox ; fin de la guerre[note 4].
  - 14 avril : assassinat d'Abraham Lincoln.
  - 26 avril : reddition de l'armée du Tennessee de Johnston à Bennett Place.
  - 26 mai : reddition de l'armée du Trans-Mississippi de Smith à Galveston
  - 23 juin : reddition des Amérindiens favorables au Sud commandés par Stand Watie.
  - 6 novembre : reddition du CSS Shenandoah, dernier navire confédéré.
  - 6 décembre : ratification du 13e amendement (abolition de l'esclavage).

### Principales batailles et sièges

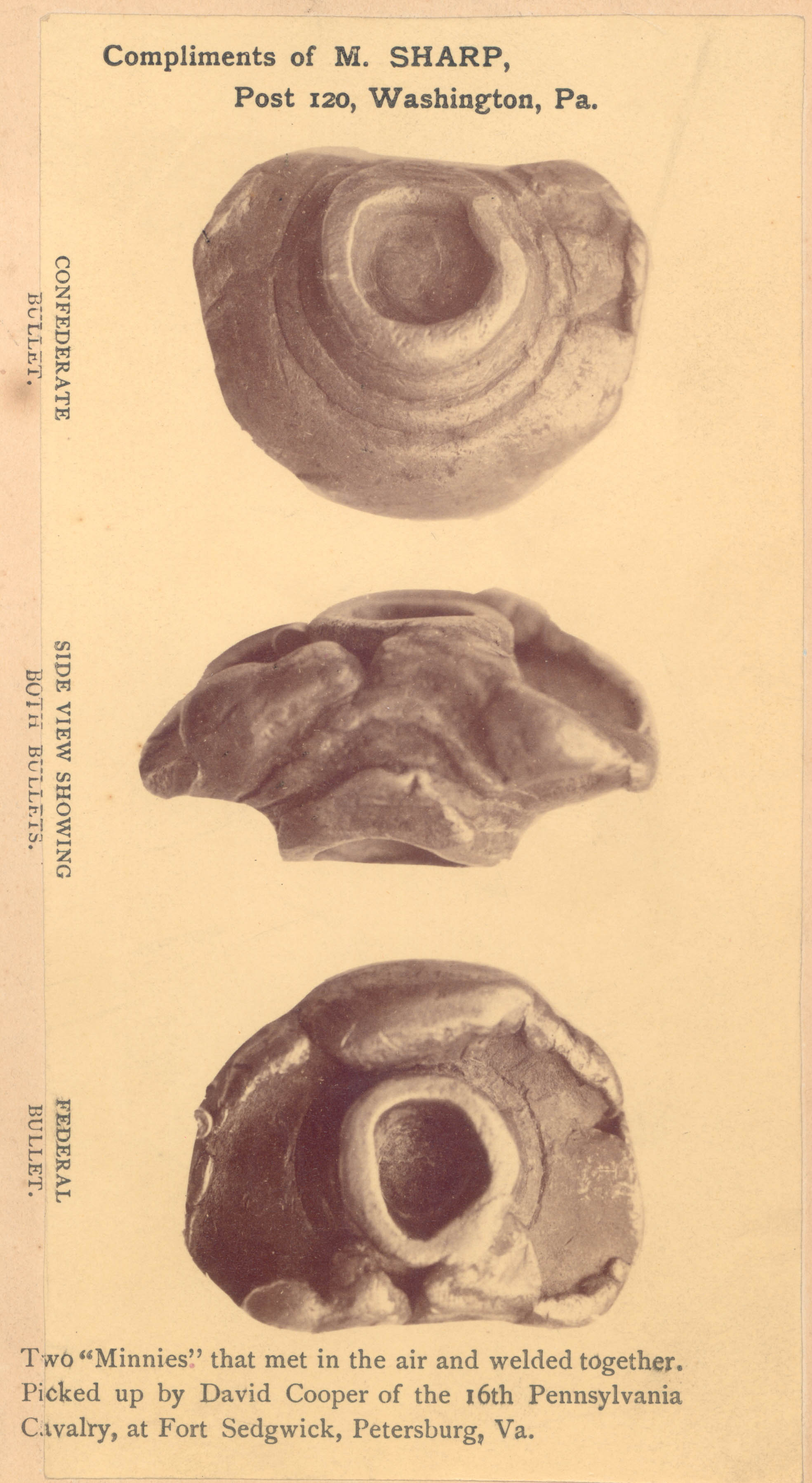
Fait rare, deux balles de plomb (modèle dit Minié) de mousquets ennemis se sont rencontrées dans leurs course. Les deux masses de plomb ont fusionné.

Cette liste donne les principales batailles de la guerre de Sécession.
- 12 avril 1861 : les combats, symboliques, pour Fort Sumter, à Charleston en Caroline du Sud sont les premiers de la guerre.
- 21 juillet 1861 : première bataille de Bull Run, aussi appelée « première bataille de Manassas ».
- 10 août 1861 : bataille de Wilson's Creek.
- 18 janvier 1862 : bataille de Mill Springs aussi appelée bataille de Fishing Creek ou Logan's Crossroads.
- 6-7 avril 1862 : bataille de Shiloh.
- 25 juin-1er juillet 1862 : bataille des Sept Jours.
- 9 août 1862 : bataille de Cedar Mountain.
- 30 août 1862 : seconde bataille de Bull Run, aussi appelée « seconde bataille de Manassas ».
- 14 septembre 1862 : South Mountains.
- 17 septembre 1862 : bataille d'Antietam.
- 7 décembre 1862 : bataille de Prairie Grove.
- 13 décembre 1862 : bataille de Fredericksburg.
- 31 décembre 1862-2 janvier 1863 : bataille de la Stones River.
- 2-6 mai 1863 : bataille de Chancellorsville.
- 18 mai-4 juillet 1863 : siège de Vicksburg.
- 1er-3 juillet 1863 : bataille de Gettysburg.
- 19-20 septembre 1863 : bataille de Chickamauga.
- 23-25 novembre 1863 : bataille de Chattanooga.
- 15 juin 1864-2 avril 1865 : siège de Petersburg.
- 19 juin 1864 : combat naval à Cherbourg.
- 15-16 décembre 1864 : bataille de Nashville.
- 8-9 avril 1865 : bataille d'Appomattox.

## Personnalités

### Personnalités de l'Union

#### Personnalités politiques

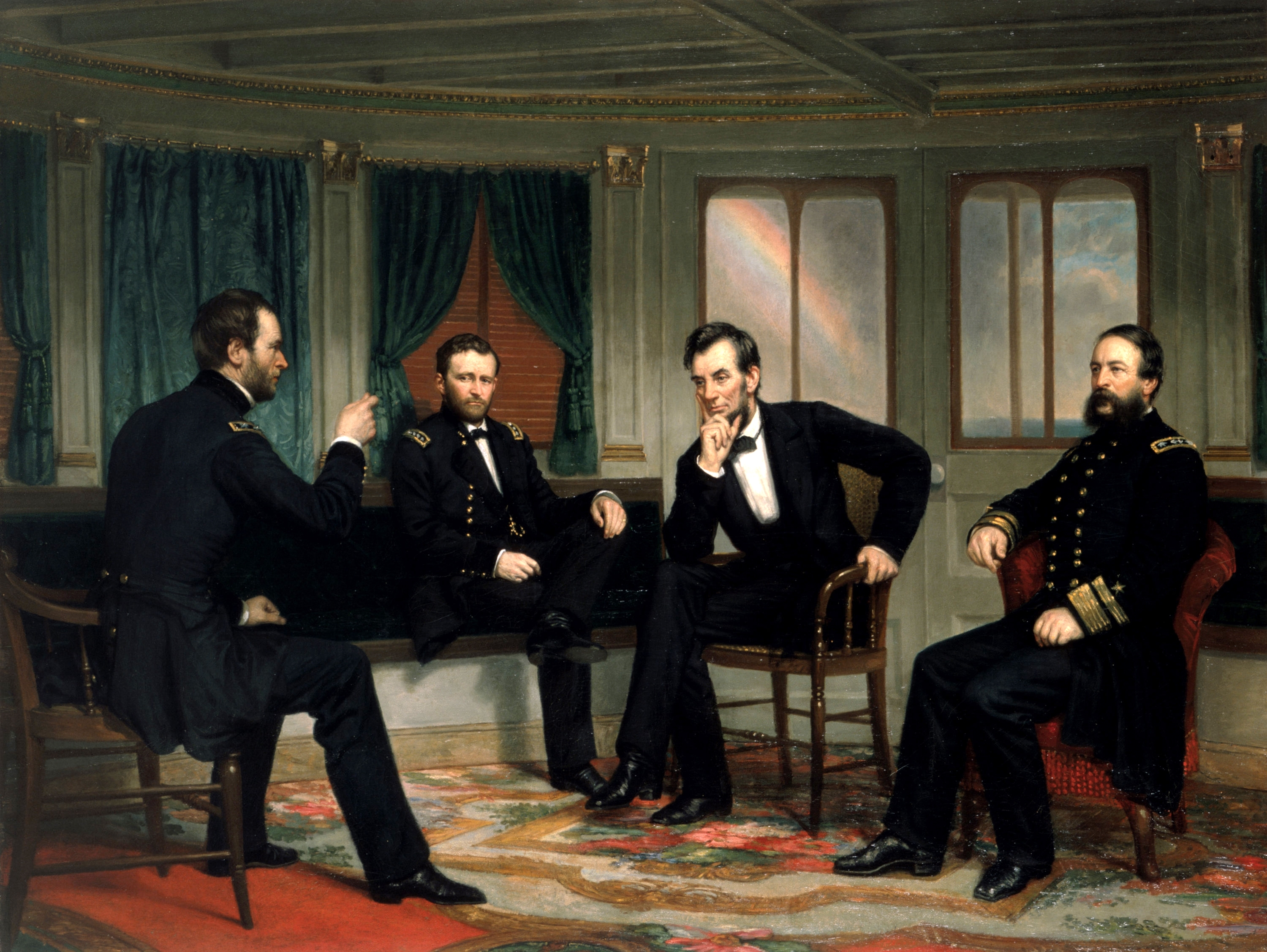
George Peter Alexander Healy - The Peacemakers (1868) : réunion stratégique du haut-commandement de l’Union du 28 mars 1865 à bord du River Queen, durant les derniers jours de la guerre. On peut reconnaitre, de gauche à droite, William T. Sherman, Ulysses S. Grant, Abraham Lincoln, David D. Porter.

- Abraham Lincoln, président de l'Union (1861-1865)
- Stephen A. Douglas, candidat démocrate nordiste à la présidence de 1860
- Hannibal Hamlin, vice-président (1861-1865)
- Andrew Johnson, vice-président (1865)
- Simon Cameron, secrétaire à la guerre (1861-1862)
- Edwin Stanton, secrétaire à la guerre (1862-1865)
- Gideon Welles, secrétaire à la Marine (1861-1865)
- William Seward, secrétaire d'État (1861-1865)
- Salmon Chase, secrétaire au Trésor (1861-1864)
- William Fessenden, secrétaire au trésor (1864-1865)
- Hugh McCulloch, secrétaire au trésor (1865)
- Montgomery Blair, Postmaster general (1861-1864)
- William Dennison, Postmaster general (1864-1865)
- Edward Bates, Procureur général (1861-1864)
- James Speed, Procureur général (1864-1865)

#### Personnalités militaires

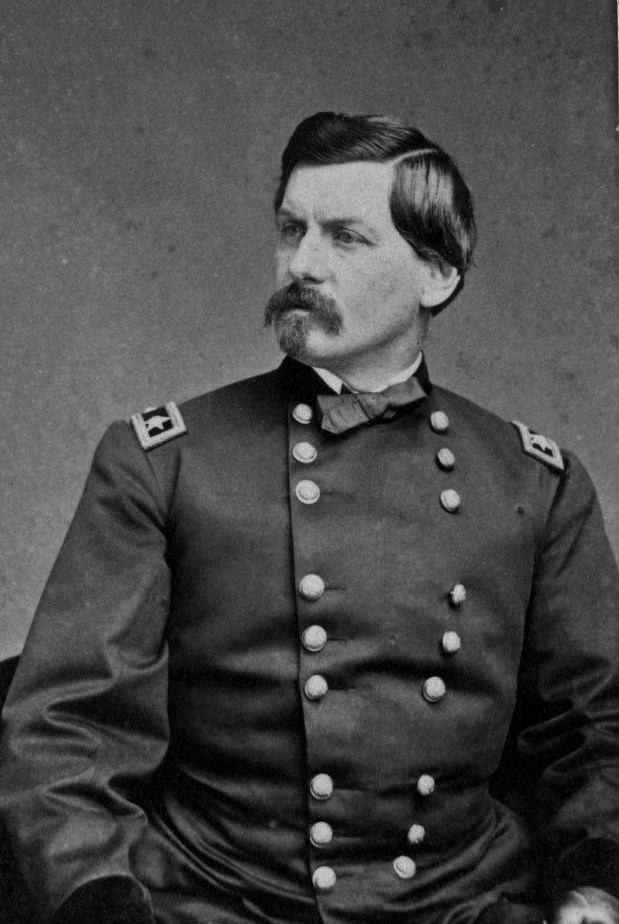
Le major-général George B. McClellan.

- Le major-général George McClellan, commandant de l'armée du Potomac (août 1861 - septembre 1862), général en chef (novembre 1861 - mars 1862)[37] et candidat démocrate à la présidence en 1864
- Le lieutenant-général Ulysses S. Grant, commandant de l'armée du Tennessee (1862- juillet 1863), commandant de la division militaire du Mississippi (16 octobre 1863 - 18 mars 1864) général en chef à partir du 9 mars 1864[37]
- Le major-général George G. Meade, commandant du Ier corps (fin 1862 - début 1863) puis du Ve corps de l'armée du Potomac (début 1863 - juin 1863), commandant de l'armée du Potomac à partir de juin 1863
- Le major-général William T. Sherman, commandant du XVe corps de l'armée du Tennessee avant de devenir commandant de l'armée du Tennessee (1863-1864) puis de la division militaire du Mississippi (1864-1865)
- Le major-général George H. Thomas, commandant de cavalerie (1861), commandant du IIIe corps, commandant de l'armée du Tennessee (1862) et commandant du XIVe corps et de l'armée du Cumberland à partir de septembre 1863
- Le major-général George Armstrong Custer, plus jeune général de la guerre à 23 ans
- Le major-général Ambrose Burnside, commandant du IXe corps, commandant de l'armée du Potomac (hiver 1862-1863)
- Le major-général Joseph Hooker, commandant du IIIe corps de l'armée du Potomac (juin 1862 - fin janvier 1863), commandant de l'armée du Potomac (fin janvier 1863 - 28 juin 1863)
- L'amiral David Dixon Porter, amiral reconnu de l'US Navy
- L'amiral David G. Farragut, commandant de l'US Navy
- Le major-général Winfield Scott, général en chef jusqu'en novembre 1861
- Le major-général Henry W. Halleck, commandant des troupes fédérales sur le théâtre occidental avant de devenir général en chef (juillet 1862 - mars 1864) puis adjudant-général de l'armée de l'Union
- Le major-général John F. Reynolds, commandant du Ier corps de l'armée du Potomac de début 1863 jusqu'à sa mort en juillet
- Le major-général Nathaniel P. Banks, commandant du département de Golfe[38] (du 17 décembre 1862 au 23 septembre 1864 et du 22 avril au 3 juin 1865)
- Le brigadier-général Lorenzo Thomas, adjudant-général de l'armée de l'Union (1861-1864)
- Le major-général John Pope, commandant de l'armée de Virginie (juin - septembre 1862

### Personnalités de la Confédération

#### Personnalités politiques

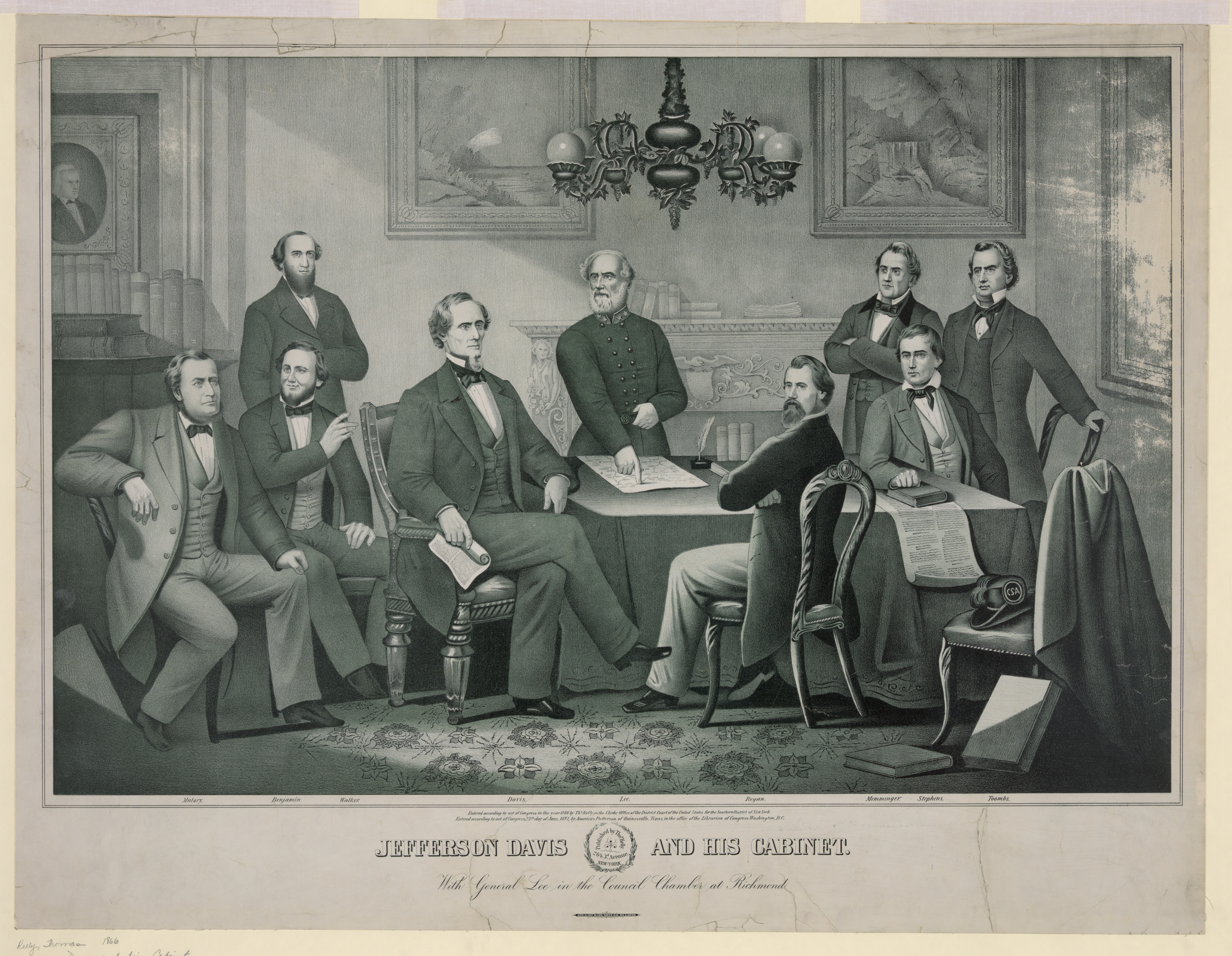
Jefferson Davis and his cabinet.

- Jefferson Davis, président de la Confédération (1861-1865)
- Alexander Stephens, vice-président confédéré (1861-1865)
- Leroy Walker, secrétaire à la guerre (1861-1884)
- Judah Benjamin, ministre de la justice (1861), secrétaire à la guerre (1861-1862) et secrétaire d'État (1862-1865)
- George Randolph, secrétaire à la guerre (1862)
- James Seddon, secrétaire à la guerre (1862-1865)
- John C. Breckinridge, secrétaire à la guerre et candidat démocrate sudiste à la présidence de 1860
- Stephen Mallory, secrétaire à la Marine (1861-1865)
- Robert Toombs, secrétaire d'État (1861)
- Robert Hunter, secrétaire d'État (1861-1862)
- Christopher Memminger, secrétaire au trésor (1861-1864)
- George Trenholm, secrétaire au trésor (1864-1865)
- John Reagan, secrétaire au trésor (1865) et Postmaster General (1861-1865)
- Thomas Bragg, ministre de la justice (1861-1862)
- Thomas Watts, Procureur général (1862-1863)
- George Davis, Procureur général (1864-1865)
- John Bell, candidat du parti de l'Union constitutionnelle à la présidence de 1860

#### Personnalités militaires

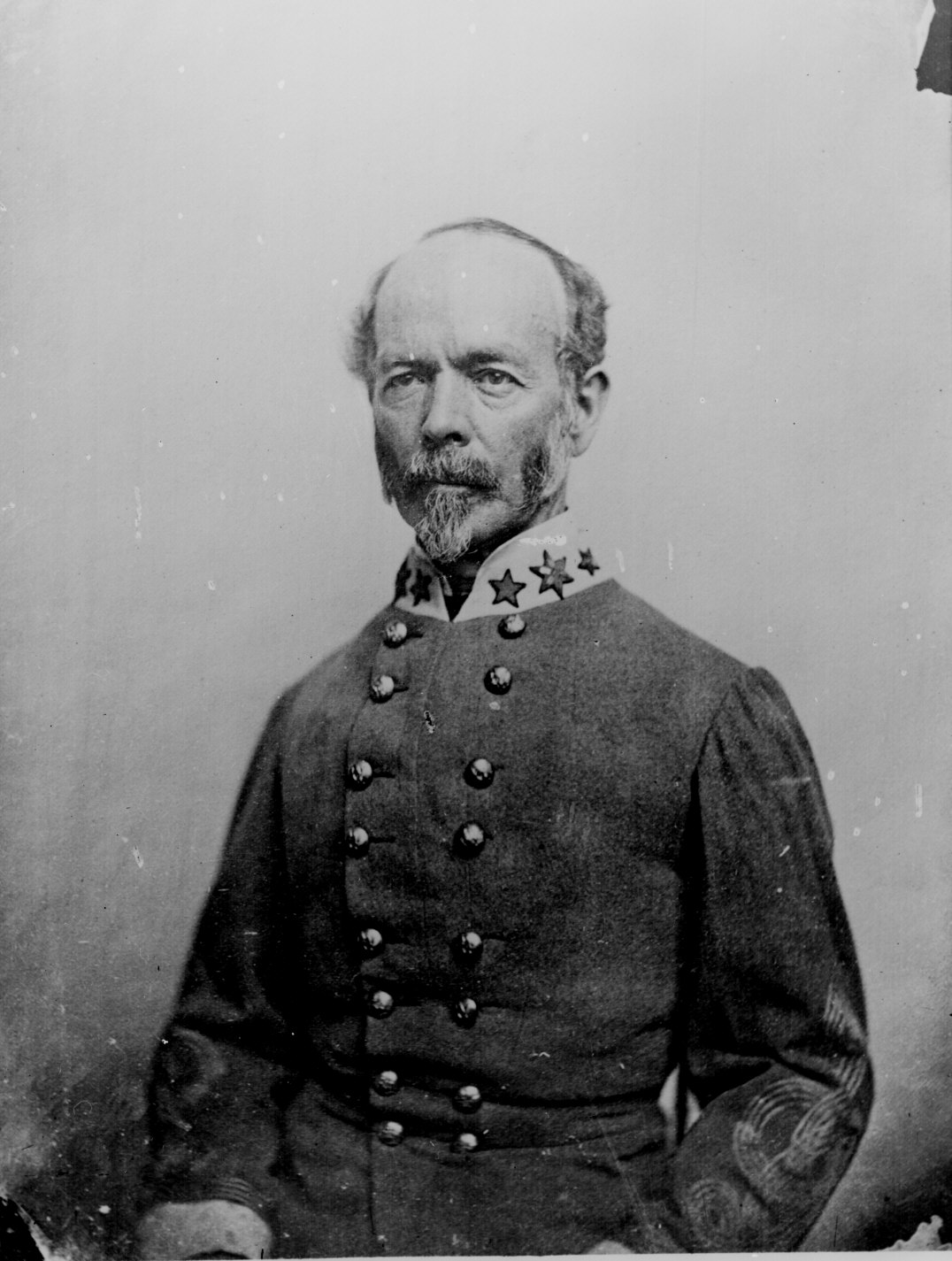
Général Joseph E. Johnston.

- Le général Robert E. Lee, 3e général d'armée confédéré (14 juin 1861 - 9 avril 1865)[39] commandant de l'armée de Virginie du Nord (1862-1865) et commandant en chef de l'armée confédérée (31 janvier - 9 avril 1865)
- Le général Joseph E. Johnston, 4e général d'armée de l'armée confédérée (4 juillet 1861 - 2 mai 1865)[39], commandant de l'armée de la Shenandoah (mai - juillet 1861), du Potomac (août 1861 - 13 mars 1862), de Virginie du Nord (14 mars au 31 mai 1862) et du Tennessee (du 27 décembre 1863 au 18 juillet 1864 et du 25 février au 26 avril 1865)
- Le général Braxton Bragg, 6e général d'armée confédéré (6 avril 1862 - 10 mai 1865)[39], commandant de l'armée du Mississippi (du 6 mai au 5 juillet, du 15 août au 28 septembre et du 7 au 20 novembre 1862) et de l'armée du Tennessee (du 20 novembre au 2 décembre 1862 ainsi que durant les campagnes de Chattanooga et Chickamauga)
- Le général Pierre Gustave Toutant de Beauregard, 5e général d'armée confédéré (21 juillet 1861 - 1er mai 1865)[39], commandant de l'armée du Potomac (juillet 1861) l'armée du Mississippi (du 5 au 29 mars et du 6 avril au 6 mai 1862)
- Le lieutenant-général John Bell Hood, général notable notamment sur le théâtre occidental
- Le lieutenant-général Thomas Jonathan Jackson (surnommé Stonewall, le mur de pierre), commandant du IIe corps de l'armée de Virginie du Nord jusqu'à sa mort en mai 1863
- Le lieutenant-général James Longstreet, commandant du Ier corps de l'armée de Virginie du Nord
- Le général Albert Sidney Johnston, 2e général d'armée confédéré (30 mai 1861 - 6 avril 1862), commandant des forces confédérées dans le théâtre occidental jusqu'à sa mort en avril 1862[39]
- Le lieutenant-général Nathan Bedford Forrest, commandant de cavalerie confédérée
- Le lieutenant-général Jubal A. Early, commandant de l'armée de la Vallée (1864) et du IIe corps de l'armée de Virginie du Nord (1864)
- Le général Edmund Kirby Smith, 7e général d'armée confédéré (21 août 1862 - 17 mai 1865)[39] et commandant de l'armée du Trans-Mississippi
- Le général Samuel Cooper, 1er général d'armée confédéré (16 mai 1861 - 3 mai 1865)[39] et adjudant-général de l'armée confédérée
- Le major-général J.E.B. Stuart, commandant du corps de cavalerie de l'armée de Virginie du Nord

## Soldats

### Confédéré (Sud)

#### Uniforme gris

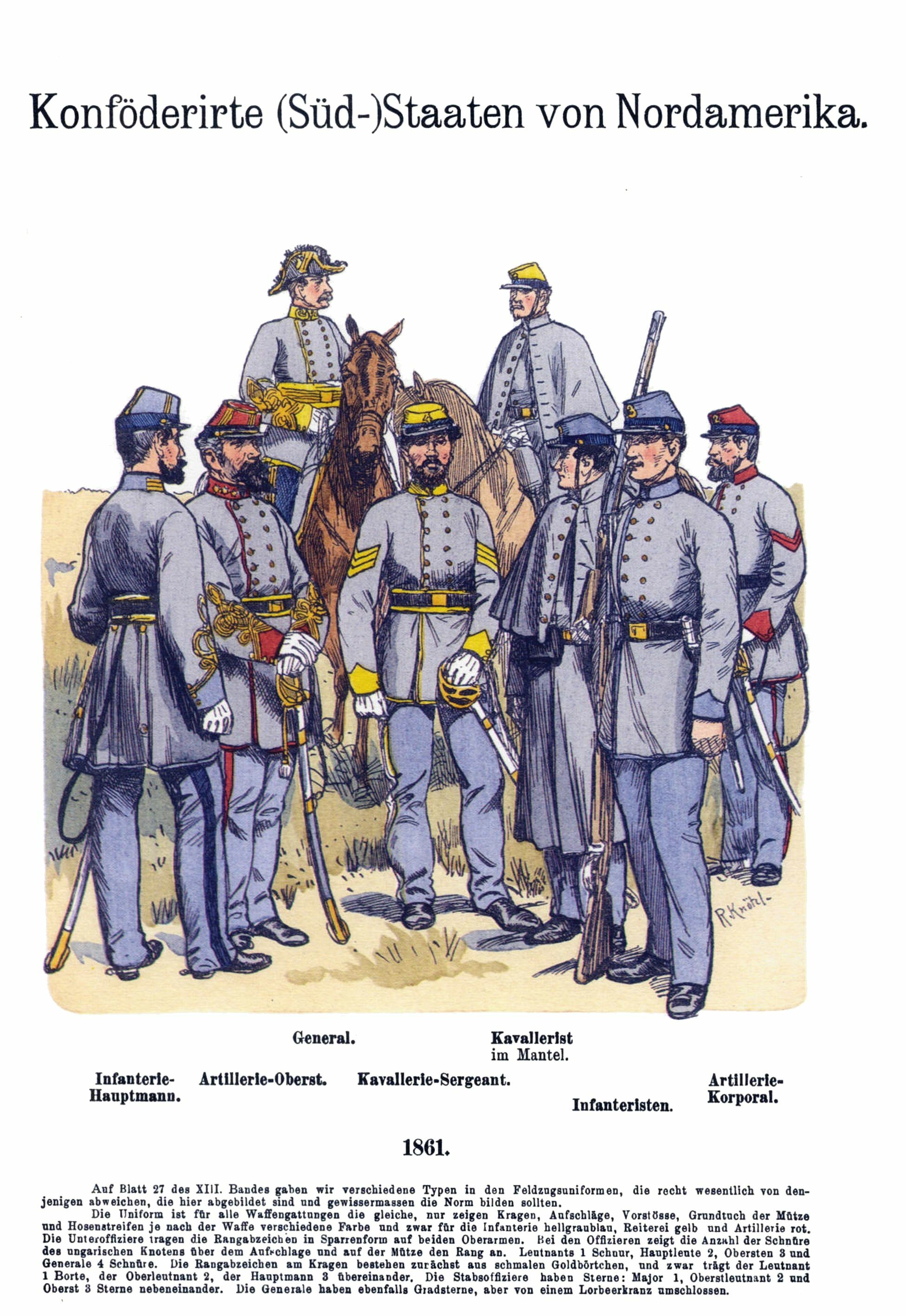
Les uniformes confédérés, vus par un ouvrage allemand de la fin du XIXe siècle.

Fier de sa tradition, le Sud comptait beaucoup d'unités de milices d'État indépendantes. Cette tradition existait bien avant la guerre. Quand celle-ci fut déclarée, ces unités furent incorporées à l'armée mais sous le commandement de leur État respectif. Chaque régiment portait son propre uniforme distinctif, souvent très beau et impressionnant. Le Sud disposait aussi de quelques unités de zouaves en très petit nombre (cf. infra, Nord).
L'armée régulière avait comme uniforme réglementaire, au début du conflit, un uniforme d'inspiration française, soit un veston gris et bleu ciel, avec un képi souple bleu ciel, et un pantalon bleu ciel. Leur tenue était parée d'insignes et parures. Le bleu ciel du képi et sur le veston était remplacé par du jaune pour la cavalerie, du rouge pour l'artillerie et du blanc pour la marine. Au début du conflit, les sudistes étaient équipés d'armes provenant des arsenaux frontaliers. Ne pouvant rivaliser avec l'Union dans le domaine industriel, la Confédération fit importer des armes d'Europe. Les fusils les plus importés furent le Enfield Mle 1853 anglais et le fusil Lorenz 1854 autrichien. Les nombreuses victoires du Sud et les raids de ses cavaliers Rangers amenèrent la prise d'un grand nombre d'armes.
Très vite les Confédérés se mirent à souffrir de gros manquements logistiques : l'uniforme changea de couleur pour devenir totalement gris, et dut être fabriqué par les soldats eux-mêmes dans la deuxième partie du conflit avec le Nord. Beaucoup de soldats n'avaient pas de chaussures et se battaient pieds nus. Les sudistes se mirent à prendre les chaussures et les pantalons de cadavres nordistes. La grande majorité des soldats sudistes étaient de petits agriculteurs sans esclaves ; beaucoup n’avaient même pas de quoi se payer des chaussures et combattaient avec leur fusil de chasse personnel dont ils savaient fort bien se servir. Une minorité de sudistes aisés était assez proche de la tradition aristocratique et bourgeoise de la France et de l’Angleterre. Leurs femmes cousaient généralement les uniformes de leurs maris ou fils, surtout chez les officiers.
À la fin du conflit, un simple soldat se reconnaissait par des vêtements civils de couleur grise ou marron (vient ainsi leur surnom de butternuts) et portait généralement des chapeaux civils. Il avait comme armement des armes de nordistes récupérées, britanniques, et des armes non réglementaires.

### Yankee (Nord)

#### Uniforme bleu
Les nordistes quant à eux portaient la tenue réglementaire de l'armée américaine avant la sécession du Sud. Elle dérivait en droite ligne de celle portée durant la guerre de 1812, puis celle portée pendant la guerre du Mexique et demeurera semblable tout au long du conflit.
Elle consistait dans ses grandes lignes en un képi souple bleu foncé, un veston bleu foncé et des pantalons bleu ciel. De là vint le surnom des soldats du Nord : « Tuniques bleues ». Des motifs de couleur et galons sur l'uniforme indiquaient le type d'unité à laquelle appartenait le soldat : comme pour le sud, le bleu ciel était la couleur distinctive de l'infanterie, le jaune celle de la cavalerie, et le rouge celle de l'artillerie. La marine disposait quant à elle de tenues de matelots.
Le Nord étant bien industrialisé, les nordistes n’eurent pas de difficultés à approvisionner leurs troupes convenablement. Les uniformes des officiers et des soldats contenaient au début du conflit plus de tissu et étaient plus élaborés qu'à la fin. Pour rationaliser la production d'uniformes et faciliter l'approvisionnement de l'armée, les nordistes inventèrent en effet pendant la guerre le concept de coupe standard des vêtements. L'armée de l'Union était équipée d'armes fabriquées aux États-Unis (Springfield Armory).
Tout comme le Sud, le Nord disposait de troupes indépendantes de milice. Leurs effectifs toutefois étaient bien plus importants. Beaucoup d'entre elles étaient des unités de Zouaves. Celles-ci portaient un uniforme chamarré inspiré de celui des zouaves français. Le port de l'uniforme de Zouave était un privilège accordé aux milices les plus valeureuses. Chaque régiment portait une tenue particulière.
L'armée de l'Union (le Nord) comptait plusieurs unités spécialisées qui portaient elles aussi des uniformes distincts. Les sharpshooter (tireurs d'élite) portaient par exemple un uniforme vert à galons verts.

## Lexique
Les soldats nordistes (Yankees) surnommaient les sudistes Johnny Reb (prononcé en anglais) ou « Johnny l'rebelle ». Et les sudistes surnommaient les nordistes Billy Yank (prononcé en anglais) ou « Billy l'Yankee ».

## Dans les arts et la culture populaire

### Littérature
- Le poète Walt Whitman se rendit au chevet des blessés de la Guerre de Sécession et remplit des carnets à ce propos. Voir Walt Whitman (trad. de l'anglais par Thierry Gillybœuf), Tant que durera la guerre, Le Bouscat, Finitude, 2023, 235 p. (ISBN 978-2-36339-197-1)
- The Gates Ajar, roman de Elizabeth Stuart Phelps Ward, publié en 1869[41]
- Comrades, nouvelle de Elizabeth Stuart Phelps Ward, publiée en 1901[42],
- Absalon, Absalon !, roman de William Faulkner, publié en 1953.
- Andersonville, roman de MacKinlay Kantor, Prix Pulitzer en 1956.
- Nouvelles, d'Ambrose Bierce.
- Nord et Sud, de John Jakes, publié en 1982.
- L'Esclave libre (Band of angels), roman de Robert Penn Warren (1955).
- Autant en emporte le vent, 1936, de Margaret Mitchell.
- La Route de la liberté, de Howard Fast, publié en 1979.
- Les Pays lointains, de Julien Green, publié en 1987.
- Cold Mountain, de Charles Frazier, (traduit par Marie Dumas), publié en 1999..
- Plusieurs nouvelles dans les recueils Le Poisson Bleu Nuit et La Chasse Sauvage du Colonel Rels, d'Armand Cabasson.
- Autant en emporte le temps (Bring the Jubilee, 1952), de Ward Moore, une uchronie dans laquelle le Sud a remporté la guerre.
- Jubilee, roman de Margaret Walker (1966).
- Les Fosses d'Iverson, de Dan Simmons.
- Le Régiment perdu, de William R. Forstchen (Bragelonne éditions), série fantasy de 9 tomes relatant les aventures des Tuniques bleues du 35e régiment du Maine durant la guerre de Sécession, se faisant transporter dans un autre monde.
- Louisiane, de Maurice Denuzière, publié en 2004.
- Nord contre Sud, de Jules Verne, publié en 1887.
- Les Forceurs de blocus, de Jules Verne, publié en 1865.
- De la démocratie en Amérique, (un texte classique français écrit par Alexis de Tocqueville sur les États-Unis des années 1830, sur les points forts et faibles du pays.), publié en 1835.
- La Conquête du courage (L'Insigne du courage), de Stephen Crane, publié en 1895.
- Racines (Roots), d'Alex Haley, publié en 1976.
- Time Riders, la guerre éternelle (tome 4), d'Alex Scarrow, publié en 2015.
- Le régiment noir, d'Henry Bauchau publié en 1972.
- La Marche, de E. L. Doctorow (2005)
- Underground Railroad, de Colson Whitehead (2016)

### Bandes dessinées
- Les Tuniques bleues.
- La jeunesse de Blueberry.
- Mac Coy, capitaine sudiste.
- Les Passagers du vent (deuxième époque - La Petite Fille Bois-Caïman), de François Bourgeon.
- Le combat d'Henry Fleming d'après le roman de Stephen Crane, de Steve Cuzor

### Documentaire
- Abraham & Mary Lincoln : l'Union divisée (Abraham and Mary Lincoln: A House Divided), American Experience, PBS, WGBH Educational Foundation et version française de PIXCOM (2001).
- La Guerre de Sécession, version française de Claude Blanchard, commentaires par Nicolas Marie, montage Jean-Yves Dohollou, moyens techniques Puma Vidéo et avec la participation de l'historien Shelby Foote, (1995??) (introuvable?).
- Le renflouage du USS Monitor, (en français et en anglais) National Geographic (2002).
- Sauvons le Hunley, (en français et en anglais) National Geographic (2001).
- La Guerre de Sécession, de Ken Burns, (en DVD version française, chez Arte Éditions) (États-Unis, 1989, 99 min).
- Civil War - A nation divided - The History Channel, sorti en 2006

### Photographie
- Photographies de Timothy O'Sullivan (dont A Harvest of Death), Mathew Brady, Alexander Gardner.
- Farid Ameur, La Guerre de Sécession : images d'une Amérique déchirée, Paris, François Bourin, 2011.

### Jeux vidéo
- North & South (1989).
- Robert E. Lee: Civil War General (1996)
- Civil War Generals II (1997)
- Sid Meier's Gettysburg! (1997)
- Forge of Freedom par WCS distribué par Matrixgames (2006)
- American Conquest: Divided Nation, pour PC, par CDV (2006)
- AGEOD's American Civil War (2007)
- Gary Grigsby's War Between the States (2008)
- Call of Juarez: Bound in Blood (2009)
- Victoria II : A House Divided (2012)
- Ultimate General : Civil War, par Game-Labs (2017)
- Red Dead Redemption II, par Rockstar (2018)
- Le mod North&South: First Manassas sur le jeu Mount&Blade Warband (2015)
- War of Rights, par Campfire Games (2018).
- War and Peace: Civil War Clash, par ERepublik (2018)
- Jeu de plateau Nord VS Sud (https://nord-vs-sud.fr/index.php) (2022)

### Autres
General Lee, la Dodge Charger de 1969 de Bo et Luke Duke dans la série télévisée américaine Shérif, fais-moi peur (The Dukes of Hazzard).
Deux uniformes authentiques de l'Union (infanterie et cavalerie), d'époque précédent juste la guerre (1855), sont visibles dans une vitrine du Royal Danish Arsenal Museum à Copenhague : l'intendance danoise, souhaitant renouveler les tenues et l'équipement de l'armée danoise, avait commandé pour les étudier des uniformes français, anglais, prussiens et américains, ces derniers sont restés dans des armoires pendant un siècle et sont maintenant exposés.